# 간다라
간다라(산스크리트어: गान्धरः, 힌디어: गन्धार, 우르두어: گندھارا)는 현재의 파키스탄 북서부와 아프가니스탄 북동부에 위치했던 인도아리아 문명이다. 간다라 지역의 핵심은 페샤와르 계곡 (푸슈칼라바티)과 스와트 계곡으로 동쪽으로는 펀자브의 포토하르 고원까지 뻗어 있었지만, 대간다라의 문화적 영향은 서쪽으로는 아프가니스탄의 카불 계곡까지, 북쪽으로는 카라코람산맥까지 확장되었다. 이 지역은 중앙아시아와 동아시아로의 불교 전파의 중심지였으며, 많은 중국인 불교 순례자들이 이 지역을 방문했다.
기원전 3세기에서 서기 3세기 사이에 간다라어, 카로슈티 문자로 쓰여진 중기 인도아리아어 계통의 언어이며 현대 다르드어군과 관련이 있는 언어는 이 지역의 공용어로 사용되었고, 불교를 통해 간다라 불교 문헌을 바탕으로 중국까지 퍼졌다. 독특한 간다라 미술 양식으로 유명한 이 지역은 푸루샤푸라에 수도를 두었던 쿠샨 제국 하에 1세기부터 5세기까지 전성기를 누렸으며, 이 시기를 팍스 쿠샤나라고 부른다.
간다라의 역사는 독특한 매장 관행으로 특징지어지는 간다라 무덤 문화와 베다 시대 문헌에 간다라가 언급된 것에서 시작된다. 마하바라타의 후베다 전설에 따르면 간다라는 쿠루크셰트라 전쟁에서 역할을 했다. 기원전 6세기에 간다라는 남아시아 내 십육대국 중 하나로 인정받았다. 푸쿠사티 왕은 페르시아의 아케메네스 제국이 기원전 6세기 말에 정복하기 전후에 이 지역을 통치했다. 기원전 327-326년 알렉산드로스 대왕의 침공 당시, 이 지역은 두 파벌로 나뉘어 탁실라의 왕 암비는 알렉산드로스와 동맹을 맺었고, 스와트 계곡 주변의 아슈바카로 대표되는 서부 간다라 부족들은 저항했다.
알렉산드로스의 마케도니아 제국이 붕괴된 후, 간다라는 마우리아 제국의 일부가 되었다. 왕조의 창시자 찬드라굽타 마우리아는 그의 젊은 시절 전설에 따르면 차나키야 밑에서 탁실라에서 교육을 받았고 나중에 그의 지지를 받아 통치권을 얻었다. 이후 간다라는 인도-그리스 왕국, 인도-스키타이, 인도-파르티아 왕국에 차례로 합병되었지만, 쿠샨 제국이 부상하기 전까지는 아프라차라자로 알려진 지역 간다라 왕국이 통치를 유지했다. 간다라의 문화적, 정치적 영향력은 쿠샨 통치 기간에 절정에 달했지만, 후나족의 침공 시기에 파괴되었다. 그러나 이 지역은 튀르크 샤히와 힌두 샤히 아래에서 부흥을 경험했다.

## 어원
간다라는 산스크리트어로는 Gandhāraḥ(गन्धारः)로, 아베스타어로는 'Vaēkərəta'로 알려져 있었다. 고대 페르시아어에서는 자음 앞에서 비음 "n"이 생략되었기 때문에 간다라를 Gadāra(𐎥𐎭𐎠𐎼, Gandāra로도 표기)로 불렀다. 중국어로는 지앤둬뤄(중국어 간체자: 犍陀罗, 정체자: 틀:Wt, 또한 健驮逻, 틀:Wt으로도 표기)로 알려져 있으며, 중고한어 발음은 kɨɐndala로 재구성된다. 이 지역의 한 국가인 지빈(罽宾, 틀:Wt, 키핀으로도 로마자 표기)은 한서에 기록되어 있다.
이름의 한 가지 제안된 기원은 산스크리트어 단어 gandhaḥ(गन्धः)에서 유래하며, "향수"를 의미하고 "그들(거주자)이 거래하고 몸에 바르던 향신료와 향기로운 허브를 지칭한다"는 것이다. 간다라인은 리그베다, 아타르바베다, 그리고 후기 베다 문헌에 언급된 부족이다. 이 기원은 간다라라는 단어가 파샤이어로 "향기 운반자"를 의미한다는 점에서도 뒷받침된다. 페르시아어 형태의 이름인 간다라는 다리우스 1세 황제의 베히스툰 비문에 언급되어 있으며, 같은 비문에서 바빌로니아어와 엘람어로 파루파라에산나(Para-upari-sena, "힌두쿠시 너머"를 의미)로 번역되었다. 고대 그리스어로는 간다라를 파로파미사다이로 불렀다.

## 지리
간다라의 지리적 위치는 역사적으로 많은 변화를 겪었으며, 일반적으로 현대 펀자브의 포토하르 고원, 스와트 계곡, 그리고 카이베르 고개 사이에 위치하며 카불강을 따라 뻗어 있는 지역으로 이해된다. 이 지리적 범위 내의 주요 도시 중심지는 탁실라와 푸슈칼라바티였다. 특정 자타카에 따르면, 특정 시기의 간다라의 영토 범위는 카슈미르 지역을 포함했다. 간다라의 동쪽 경계는 간다라 미술 발견에 근거하여 젤룸강으로 제안되었지만, 이를 뒷받침할 추가 증거가 필요하다. 하지만 알렉산드로스 대왕 통치 기간에는 탁실라 왕국이 젤룸강까지 뻗어 있었다.
"대 간다라"라는 용어는 간다라와 그 언어인 간다라어의 문화적, 언어적 범위를 나타낸다. 후기 역사적 맥락에서 대 간다라는 본토 간다라에서 분리된 계빈과 오디야나의 영토를 포함했으며, 또한 박트리아와 타림 분지의 일부까지 확장되었다. 오디야나는 스와트 계곡 근처에 위치했으며, 계빈은 힌두쿠시산맥 남쪽의 카피사 지역에 해당했다. 그러나 서기 5세기와 6세기 동안 계빈은 종종 간다라와 동의어로 간주되었다.
우디치야 지역은 고대 문헌에 언급된 또 다른 지역으로, 파니니에 의해 바히카와 간다라 지역을 모두 포함하는 것으로 기록되어 있다.

## 역사

### 간다라 무덤 문화

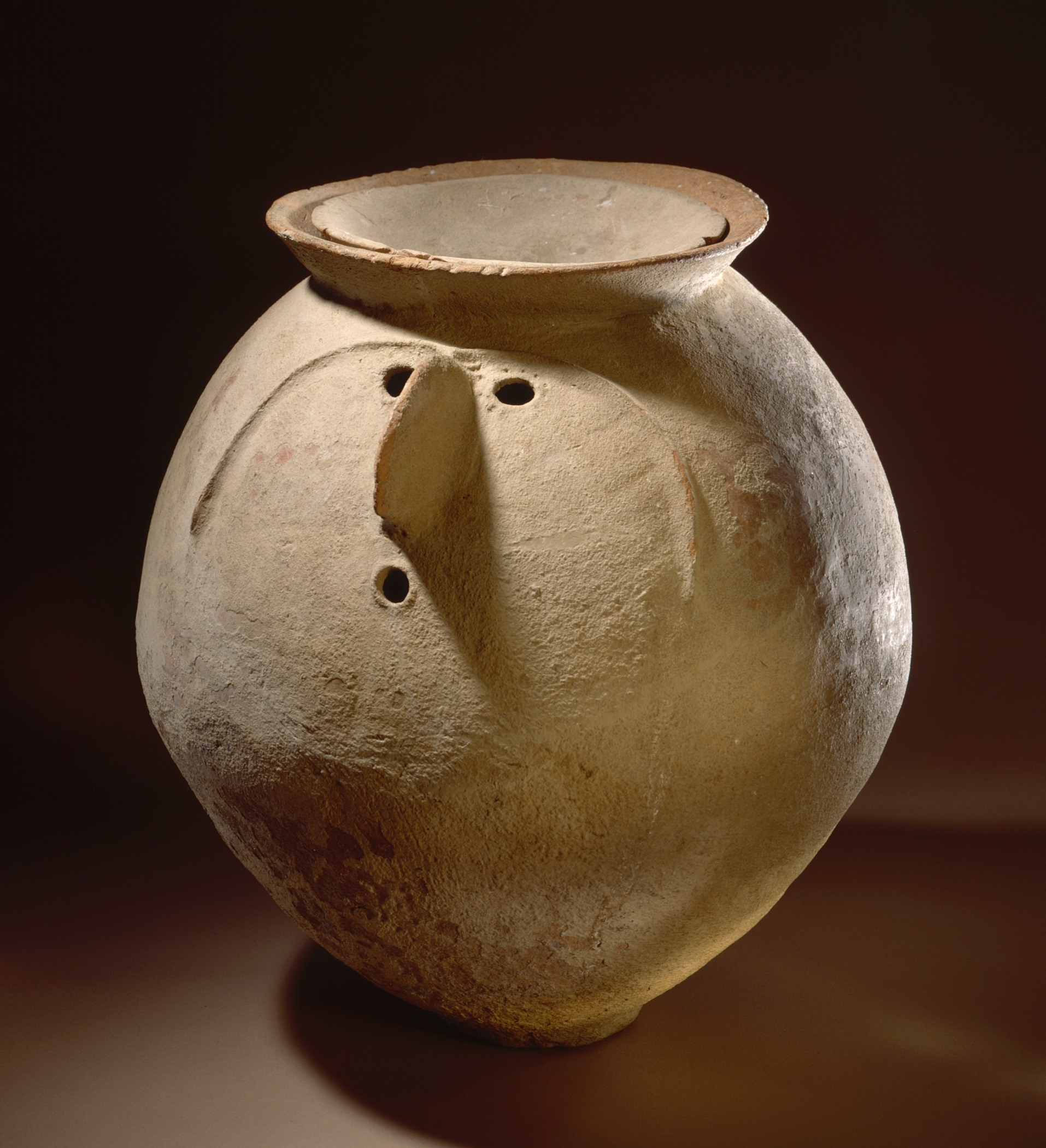
화장 항아리, 간다라 무덤 문화, 스와트 계곡, c. 기원전 1200년

간다라의 최초 기록된 문화는 기원전 1200년경에 출현하여 기원전 800년까지 지속된 무덤 문화로, 독특한 장례 관행으로 명명되었다. 이 문화는 스와트강 중류를 따라 발견되었지만, 초기 연구에서는 디르, 쿠나르, 치트랄, 페샤와르 계곡까지 확장된 것으로 간주되었다. 이는 인도-아리아인 이주의 증거로 여겨지기도 했지만, 지역 문화의 연속성으로도 설명된다. 고대 DNA 분석에 기반한 역추정은 스와트 문화인들의 조상이 기원전 1900년에서 1500년 사이 어느 시점에 유라시아 스텝 계통의 혈통을 지닌 중앙아시아 산악 회랑에서 온 인구와 혼합되었음을 시사한다.

### 베다 시대 간다라

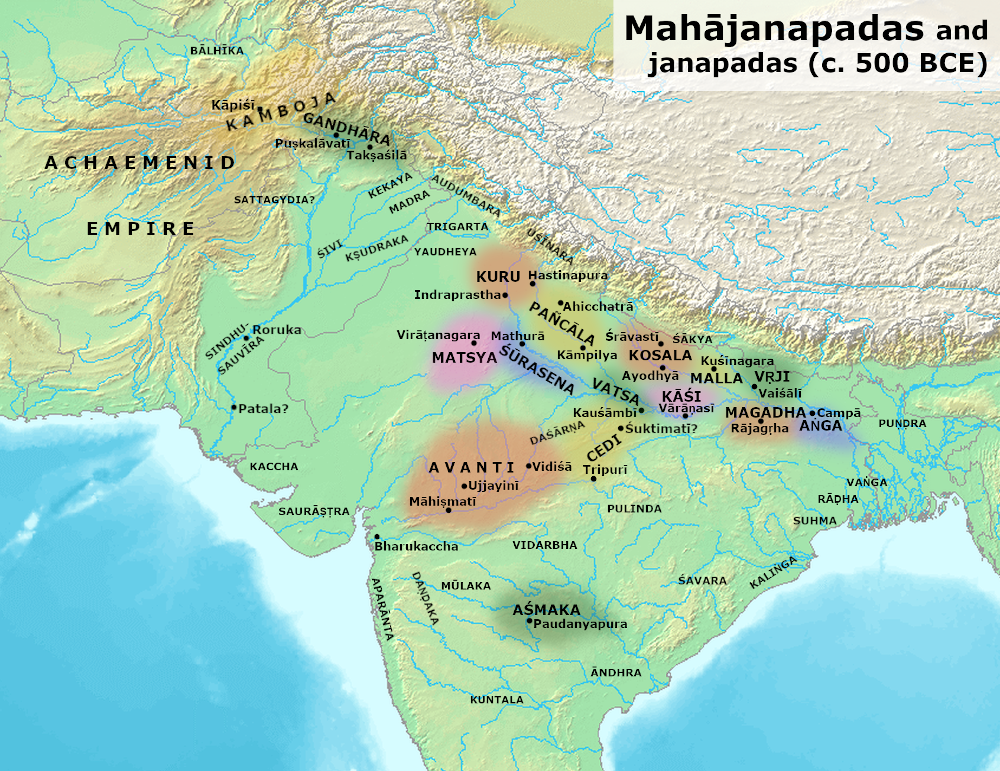
불멸 시기(기원전 500년경)의 고대 불교 왕국과 도시들, 간다라는 이 지역의 북서쪽에 위치

리그베다 전통에 따르면, 야야티는 저명한 우디치야(간다라와 바히카 부족)의 시조였으며, 아누, 푸루, 드루휴를 포함한 수많은 아들을 두었다. 아누의 혈통은 마드라, 케카야, 시비, 우시나라 왕국을 낳았고, 드루휴족은 간다라 왕국과 연관되어 있다.
간다라인에 대한 첫 언급은 리그베다에서 좋은 양털을 가진 양을 기르는 부족으로 한 번 나타난다. 아타르바베다에서는 간다라인이 무자반트족, 앙가야족, 마가다족과 함께 열병이 병자의 몸을 떠나 앞서 언급된 부족들에게 가도록 요구하는 찬가에 언급된다. 나열된 부족들은 마디아데샤 사람들에게 알려진 가장 먼 국경 부족들로, 동쪽에는 앙가야족과 마가다족, 북쪽에는 무자반트족과 간다라인이 있었다. 간다라 부족은 리그베다(기원전 1500년 ~ 기원전 1200년)에 기록되어 있으며, 이 지역은 조로아스터교 아베스타에 아후라 마즈다가 창조한 지구상에서 7번째로 아름다운 장소인 바에케레타로 언급되어 있다.
간다라 왕 나그나지트와 그의 아들 스바라지트는 브라마나에 언급되어 있는데, 이들에 따르면 이들은 브라만 신성화를 받았으나, 그들의 가족의 의례에 대한 태도는 부정적으로 언급되어 있다. 이 시기 간다라의 왕실은 비브라만교 종교 전통을 따랐다. 자이나교의 우타라드야야나에 따르면, 나그나지트 또는 나가가지는 자이나교를 받아들인 저명한 왕으로, 판찰라의 드비무카, 비데하의 니미, 칼링가의 카라칸두, 비다르바의 비마와 비견되었다. 불교 문헌에서는 그가 연각승을 성취했다고 주장한다.
후기 베다 시대에 상황은 변했고, 간다라의 수도인 탁샤실라는 마디아데샤 사람들이 세 베다와 18가지 지식을 배우러 가는 중요한 지식의 중심지가 되었다. 카우시타키 브라마나는 브라만들이 공부를 위해 북쪽으로 갔다고 기록하고 있다. 샤타파타 브라마나와 우달라카 자타카에 따르면, 유명한 베다 철학자 우달라카 아루니는 탁샤실라의 유명한 학생 중 한 명이었고, 세타케투 자타카는 그의 아들 슈베타케투도 그곳에서 공부했다고 주장한다. 찬도갸 우파니샤드에서 우달라카 아루니 자신은 비데하 왕 자나카에게 간다라 교육을 호의적으로 언급했다. 기원전 6세기 동안 간다라는 북서 철기 시대 남아시아에서 중요한 제국 강국이었으며, 카슈미르 계곡은 왕국의 일부였다. 이러한 중요한 위치 때문에 불교 경전에는 간다라 왕국이 철기 시대 남아시아의 십육대국("위대한 영역") 중 하나로 등재되어 있다. 이곳은 간다리 공주와 그의 오빠이자 간다라 왕국의 왕인 샤쿠니의 고향이었다.

### 푸쿠사티와 아케메네스 간다라

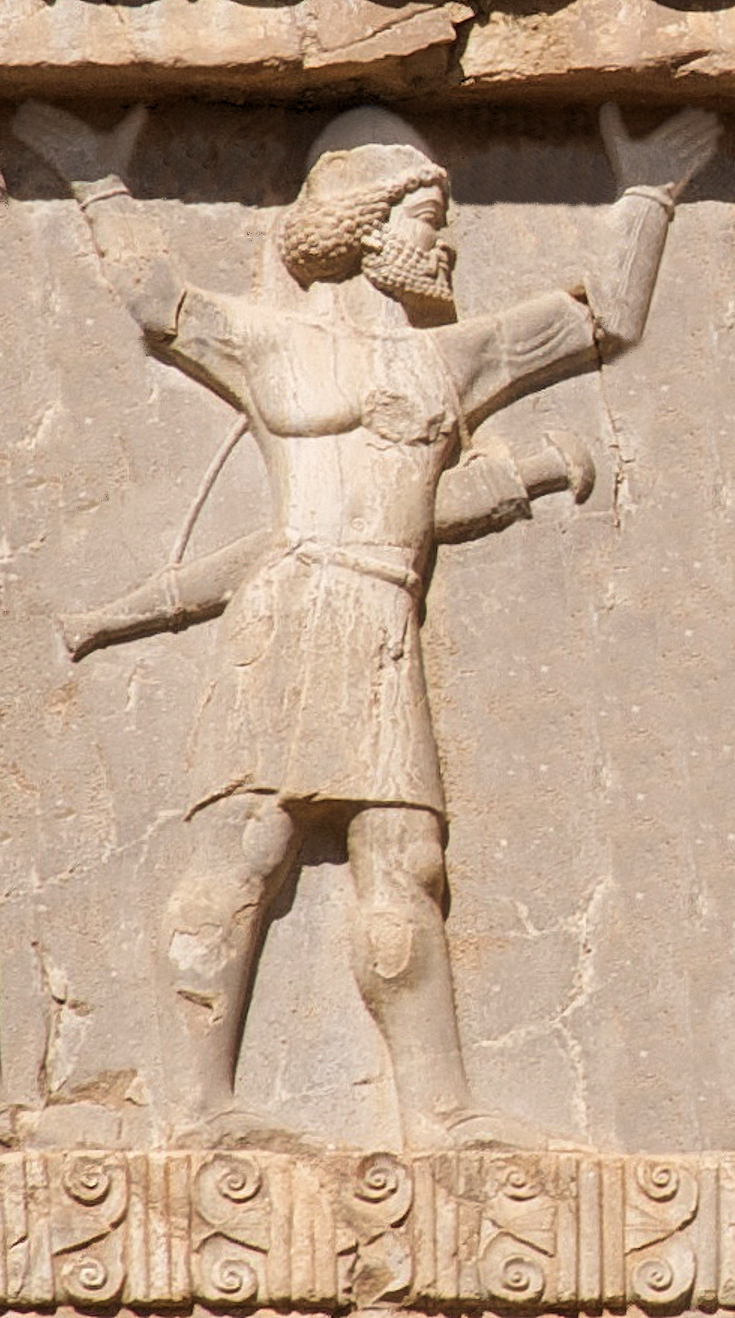
크세르크세스 1세 무덤, 간다라 병사, c. 기원전 470년

기원전 6세기 또는 5세기 동안, 간다라는 푸쿠사티 왕의 통치 아래 있었다. 푸쿠사티에 대해 확실하게 알려진 역사적 사실은 없으며, 그의 통치에 대한 모든 이론은 후기 불교 자료에 의존하는 추측이다. 그가 아케메네스 제국의 인더스 계곡 정복 이전 또는 이후에 통치했는지는 논쟁의 여지가 있으며, 페르시아 아케메네스 통치자들과 그가 역사적으로 어떤 관계를 가졌는지는 알려져 있지 않다. 수 세기 후에 쓰여진 불교 기록에 따르면, 그는 마가다와 외교 관계를 맺었고 아반티와 같은 이웃 왕국들을 정복했다. 초기 자타카에 따르면 푸쿠사티의 왕국은 너비 100 요자나, 약 500~800마일 너비였으며, 수도는 현대 펀자브의 탁실라였다.
R. C. 마줌다르는 푸쿠사티가 키루스 2세와 동시대 인물이었을 것이라고 언급하며 학자 붓다 프라카시에 따르면, 푸쿠사티는 페르시아 아케메네스 제국의 간다라 확장으로부터 방어벽 역할을 했을 수도 있다. 이 가설은 네아르코스가 키루스가 게드로시아에서 잃었다고 주장한 군대가 푸쿠사티의 간다라 왕국에 의해 패배했다는 것을 전제로 한다. 따라서 프라카시의 입장에 따르면, 아케메네스 제국은 푸쿠사티의 통치 이후의 쇠퇴기와 캄비세스 2세와 다리우스 1세 왕들의 아케메네스 제국 권력 성장이 결합된 후에야 간다라를 정복할 수 있었을 것이다. 그러나 다리우스의 베히스툰 비문에 아케메네스 지방 목록에 간다라가 포함되어 있다는 것은 그의 제국이 이 지역을 키루스로부터 물려받았음을 확인해 준다. 푸쿠사티가 기원전 6세기에 살았다고 가정할 때, 그가 아케메네스 제국의 정복 이후 페르시아의 속주로 권력을 유지했는지, 아니면 페르시아 사트라프로 대체되었는지는 알려지지 않았지만, 불교 자료에 따르면 그는 석가모니의 제자가 된 후 왕위를 포기하고 승려가 되었다고 주장한다. 키루스 하의 합병은 간다라의 서부 지역으로 제한되었으며, 다리우스 1세의 통치 기간에야 인더스강과 젤룸강 사이의 지역이 합병되었다.
하지만 대체 연대기에 따르면 석가모니의 생애(및 동시대 왕들)는 한 세기 정도 더 늦을 수 있다. 이 경우 푸쿠사티는 아케메네스 제국의 정복보다 한 세기 정도 후에 살았을 가능성도 있다. 후자 연대기를 선호하는 학자들 사이에서는 푸쿠사티가 페르시아 아케메네스 통치자들과 역사적으로 어떤 관계를 가졌는지는 여전히 논쟁의 여지가 있는 문제이다. 가능한 이론은 다음과 같다: 그는 "아케메네스 제국이 인도 지방에 대한 통제권을 이미 잃었던 시기에 속할 수 있다", 또는 그는 탁실라와 같은 간다라 동부 지역에서 권력을 가지고 있었을 수 있다 (일부 학자들은 이를 아케메네스 제국 영토 밖에 있다고 추측한다), 또는 아케메네스 제국의 봉신으로서 독립적인 인도 국가들과 전쟁과 외교를 수행할 자율권을 가졌을 수 있다. 이는 "서부 사트라프들이 그리스 정치에서 가졌던 적극적이고 종종 독립적인 역할"과 유사하다. 따라서 그는 고대 페르시아와 인도 사이의 문화적 영향에 중요한 중개자였을 수 있다고 간주된다.
메가스테네스의 인디아는 아케메네스 제국이 인도를 정복한 적이 없으며 마사게타이족과 싸운 후에야 국경에 접근했다고 기술하며, 페르시아인들이 이전에 알렉산드로스 대왕의 침입에 저항했던 옥시드라카이 부족으로부터 용병을 특별히 소환했지만, 그들이 간다라 지역에 군대를 진입시킨 적은 없다고 추가로 언급한다. 

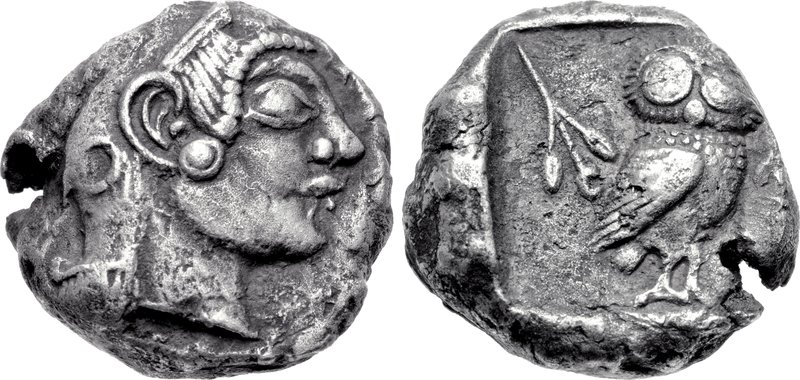
푸슈칼라바티에서 발견된 아테네 주화(c. 기원전 500/490–485년). 이 주화는 현재까지 가장 동쪽에서 발견된 동종 주화 중 가장 오래된 것이다. 이러한 주화는 아케메네스 제국 시대에 적어도 인더스강까지는 통화로 유통되었다.

크세르크세스 1세의 통치 기간 동안, 간다라 군대는 헤로도토스에 의해 제2차 그리스-페르시아 전쟁에 참여했으며 박트리아 군인과 유사한 복장을 했다고 기록되었다. 헤로도토스는 전투 중 그들이 아케메네스 장군 아르티피우스의 지휘를 받았다고 기록한다.
페르시아 통치 하에, 관료제가 포함된 중앙집권적 행정 시스템이 인더스 계곡에 처음 도입되었다. 속주 또는 "사트라피"가 지방 수도와 함께 설립되었다. 간다라 사트라피는 기원전 518년에 푸슈칼라바티 (차르사다)를 수도로 하여 설립되었다. 또한 간다라에 대한 아케메네스 제국 통치 기간 동안 간다라 프라크리트어의 문자였던 카로슈티 문자가 아람 문자를 통해 탄생했다.

### 헬레니즘 시대 간다라
아리아노스의 인디아에 따르면, 카불강과 인더스강 사이에 위치한 간다라에 해당하는 지역은 아사케노이와 아스타카노이라는 두 부족이 거주했으며, 그는 이들을 '인도인'으로 묘사하고 현대 페샤와르의 스와트 계곡 주변에 위치한 두 개의 큰 도시 마사가와 푸슈칼라바티를 점령하고 있었다고 기록한다.
탁실라의 통치자 암비는 체나브강과 젤룸강 사이의 지역을 통치하던 포로스에 대한 오랜 적대감 때문에 알렉산드로스 대왕과 동맹을 맺었다. 암비는 호의의 표시로 알렉산드로스 대왕에게 인도인들 사이에서 귀하게 여겨지는 상당한 선물을 바쳤고, 이후 인더스강을 건너는 원정에 그를 동반했다.
기원전 327년, 알렉산드로스 대왕의 군사 작전은 현재의 나와가이, 바자우르에 위치한 아리가움으로 진행되어 아스파시아인과의 첫 만남을 기록했다. 아리아노스는 알렉산드로스가 도착했을 때 도시가 불타고 주민들이 이미 도망간 것을 증거로 그들이 초토화 전략을 사용했다고 기록했다. 아스파시아인들은 알렉산드로스 군대에 격렬하게 저항했지만, 결국 패배했다. 그 후 알렉산드로스는 현대 디르구의 구라에우스강을 건너 산스크리트어 문헌에 기록된 아슈바카와 교전했다. 아슈바카의 주요 요새인 마사가는 퀸투스 쿠르티우스 루푸스에 의해 강력하게 요새화된 것으로 묘사되었으며, 중심지가 되었다. 알렉산드로스가 아슈바카 화살에 다리를 맞은 초기 교착 상태에도 불구하고, 마사가 여왕과 알렉산드로스 사이에 평화 협상이 이루어졌다. 그러나 수비대가 요새를 비운 후, 알렉산드로스가 조약을 위반하면서 격렬한 전투가 벌어졌다. 디오도로스 시켈로스에 따르면, 아슈바카 여성들은 남편들과 함께 용감하게 알렉산드로스 군대에 저항했지만 결국 패배했다.

### 마우리아 시대 간다라

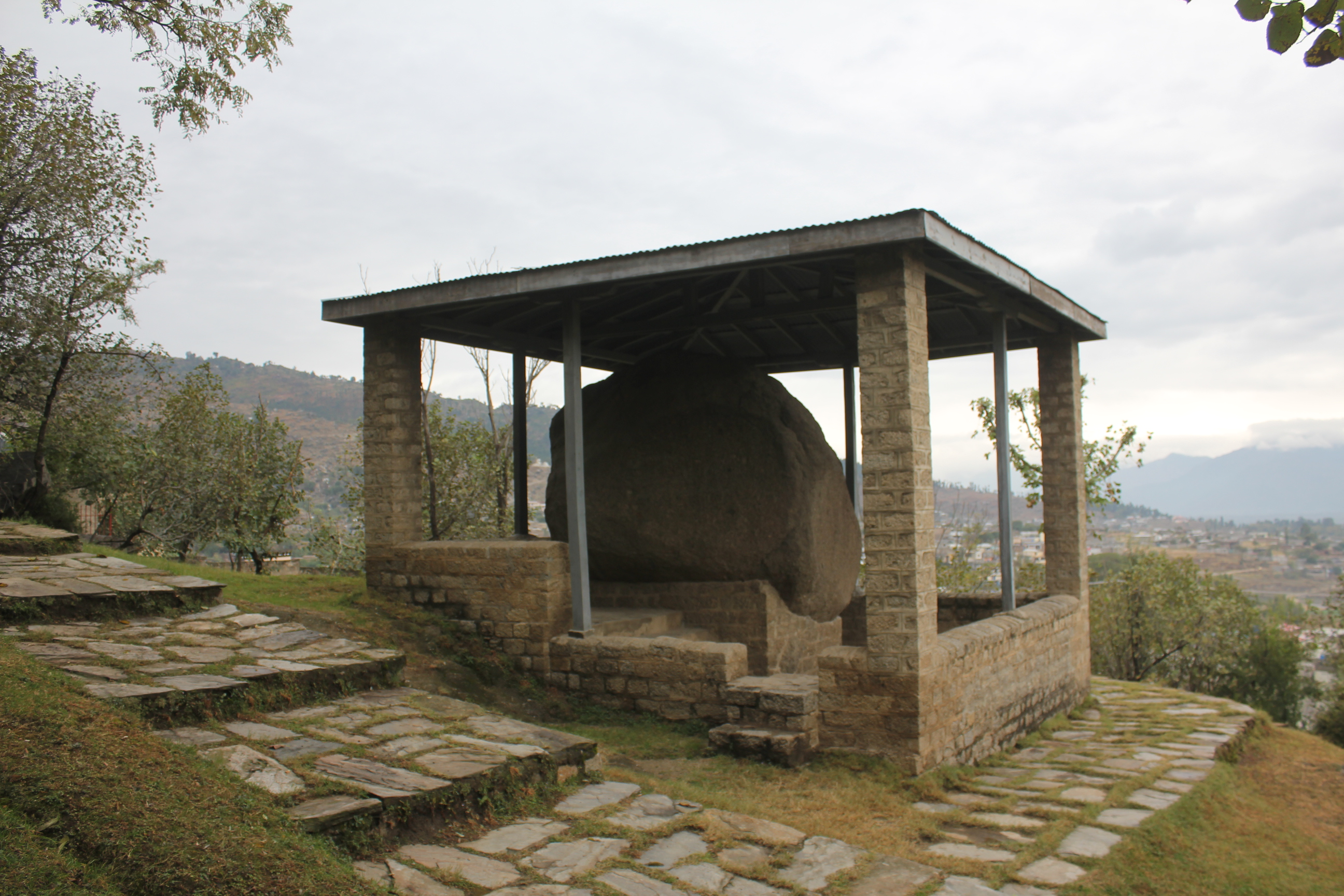
아소카의 주요 바위 칙령인 만세라

마우리아 제국 시대에 간다라는 제국의 핵심 영토로서 중요한 위치를 차지했으며, 탁실라는 북서부의 주도 역할을 했다. 마우리아 제국을 건설하는 데 중요한 역할을 한 차나키야는 초대 마우리아 황제 찬드라굽타 마우리아를 입양했다. 차나키야의 지도 아래 찬드라굽타는 탁실라에서 7-8년 동안 군사 훈련을 포함한 당시의 다양한 예술 교육을 받았다.
플루타르코스의 기록에 따르면 알렉산드로스 대왕은 펀자브 지역에서 젊은 찬드라굽타 마우리아를 만났는데, 아마도 그가 대학에 재학 중일 때였을 것이다. 알렉산드로스의 죽음 이후, 차나키야와 찬드라굽타는 트리가르타 왕국의 파르바타카 왕과 동맹을 맺어 난다 왕조를 정복했다. 이 동맹은 무드라락샤사에 기록된 바와 같이 간다라와 캄보자로 구성된 연합군을 형성했다.
빈두사라의 통치 기간 동안 탁실라 지역 주민들 사이에 반란이 일어났고, 아소카바다나에 따르면 그는 아소카를 파견하여 반란을 진압했다. 도시에 진입하자 주민들은 자신들의 반란이 아소카나 빈두사라에 대한 것이 아니라 억압적인 장관들에 대한 것이라고 전했다. 아소카는 이후 황제로 군림하면서 그의 아들을 탁실라의 새로운 총독으로 임명했다. 이 시기에 아소카는 카로슈티 문자로 된 많은 바위 칙령을 이 지역에 세웠고, 서부 간다라의 푸슈칼라바티에 기념비적인 탑을 건설하도록 위임했는데, 그 위치는 오늘날까지 발견되지 않았다.
타라나타에 따르면, 아소카의 죽음 이후 북서부 지역은 마우리아 제국에서 분리되었고, 비라세나가 그 왕으로 부상했다. 외교 활동으로 주목할 만한 비라세나의 후계자인 수바가세나는 셀레우코스 그리스인들과 관계를 유지했다. 이 교류는 폴리비오스에 의해 입증되는데, 그는 안티오코스 3세 메가스가 기원전 206년에 수바가세나 왕과의 관계를 갱신하기 위해 인도로 내려왔고, 그 후 왕으로부터 150마리의 코끼리라는 상당한 선물을 받았다고 기록했다.

### 인도-그리스 왕국

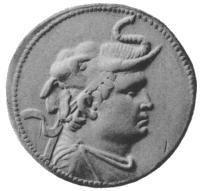
인도-그리스 왕국의 창시자 데메트리오스 1세 아니케토스(기원전 205-171년), 인더스 계곡 정복의 상징인 코끼리 두피를 쓰고 있다.

인도-그리스 왕 메난드로스 1세(기원전 155-130년 재위)는 박트리아 그리스인들을 간다라 밖으로, 그리고 힌두쿠시산맥 너머로 몰아냈으며, 승리 직후 왕이 되었다.
그의 제국은 마지막 독립 그리스 왕인 스트라토 2세가 서기 10년경에 사라질 때까지 파편화된 형태로 존속했다. 기원전 125년경, 박트리아 그리스 왕 헬리오클레스는 유크라티데스의 아들로, 박트리아의 월지 침공을 피해 간다라로 이주하여 인도-그리스인들을 젤룸강 동쪽으로 밀어냈다. 마지막으로 알려진 인도-그리스 통치자는 간다라의 바자우르 지역 출신인 테오다마스로, 서기 1세기 시기 문서에서 카로슈티 비문 "수 테오다마사"("수"는 쿠샨 제국 왕실 칭호 "샤우"("샤" 또는 "왕")의 그리스어 음역)를 가지고 언급되었다.
이 시기에 헬레니즘과 남아시아의 신화적, 예술적, 종교적 요소의 융합이 가장 두드러지게 나타나며, 특히 간다라 지역에서 그러하다.
지역 그리스 통치자들은 여전히 국경 지역을 따라 미약하고 불안정한 권력을 행사했지만, 인도-그리스 통치자들의 마지막 잔재는 고대 중국인들이 월지족이라고 부르는 민족에 의해 사라졌다.

### 아프라차라자
아프라차라자들은 인도-그리스 왕국의 메난드로스 2세 통치부터 초기 쿠샨 제국 시대에 이르는 간다라 지역에 위치했던 역사적 왕조였다. 이들은 불교에 대한 상당한 지원으로 유명했는데, 이는 탁실라와 바자우르 사이의 주요 영토에서 발견된 수많은 기부금으로 뒷받침된다. 고고학적 증거는 또한 그들과 현대 스와트의 오디야나 통치자들 사이의 왕조적 관계를 확립한다.

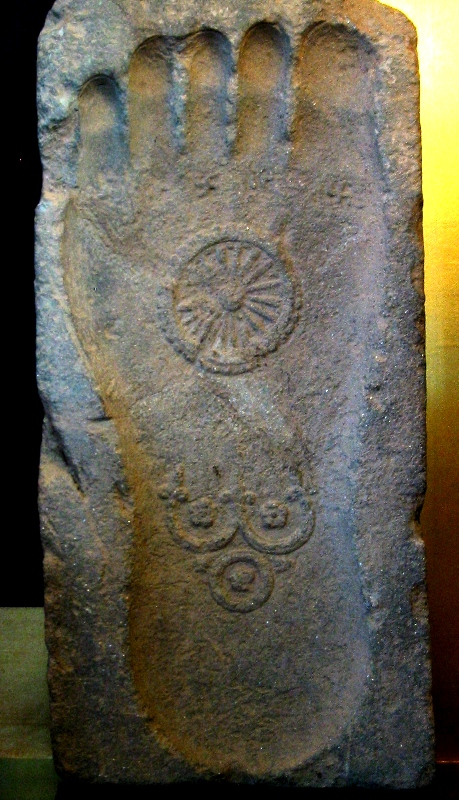
석가모니의 발자국. 기원전 1세기, 간다라.

이 왕조는 신코트 함에 따르면 메난드로스 2세의 봉신으로 확인된 비자야카미트라에 의해 건국되었다고 주장된다. 이 비문 자료는 또한 초기 비문 후 약 반세기 후에 비자야카미트라의 후손인 비자야미트라 왕이 입은 피해를 복구한 공로를 인정한다. 그는 비슈누바르마를 계승하여 기원전 2년경에 왕위에 올라 서기 32년경까지 30년간 통치한 것으로 추정된다. 그 후 그의 아들 인드라바수가 계승하고, 이어서 인드라바수의 손자인 인드라바르마 2세가 서기 50년경에 계승했다.

#### 인도-스키타이 왕국

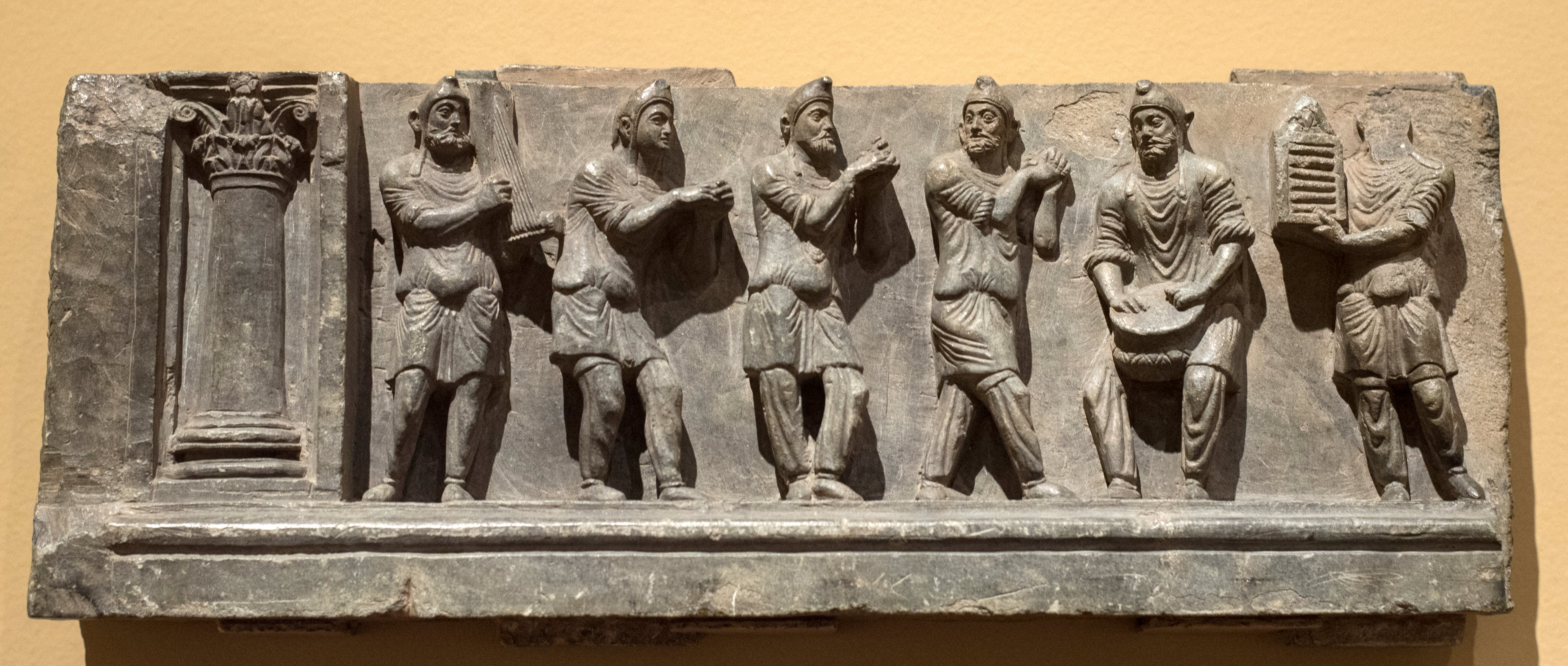
스키타이 병사들이 춤을 추는 모습을 보여주는 부너 부조 중 하나. 클리블랜드 미술관.

인도-스키타이족은 기원전 2세기 중반부터 기원전 1세기까지 중앙아시아에서 남아시아로 이주해 온 사카족(스키타이족)의 후손이다. 이들은 인도-그리스족을 대체하고 간다라에서 마투라까지 뻗어 있는 왕국을 통치했다. 최초의 인도-스키타이 왕 마우에스는 인도-그리스 영토를 정복하여 사카족의 패권을 확립했다.
일부 아프라차들은 탁실라 근처 시르캅에서 발견된 인드라바르만 은제 유물함에 기록되어 있으며, "스트라테가"라는 칭호를 사용하여 세나파티와 동등한 지위를 나타낸다. 예를 들어 아프라차라자 비자야미트라 통치 기간 동안 장군이었던 인드라바르마가 있다. 인드라바르마는 또한 인도-스키타이 군주 카라호스테스로부터 위에서 언급된 인드라바르만 은제 유물함을 받았는데, 그는 이 유물함을 나중에 불교 유물함으로 재봉헌했으며, 이는 조공 또는 도움의 대가로 받은 선물임을 나타낸다. 또 다른 유물함 비문에 따르면 인드라바르마는 비자야미트라 통치 기간 동안 간다라의 군주이자 장군으로 기록되어 있다. 아프라차 연대기에 따르면 인드라바르마는 비자야미트라 이전의 아프라차라자인 비슈누바르마의 아들이었다.
인드라바르마의 아들 아스파바르마는 서기 20년에서 50년 사이에 활동했으며, 이 시기에 발견된 화폐 증거에 따르면 그가 인도-스키타이 통치자 아제스 2세 및 인도-파르티아의 곤도파레스와 동시대 인물이었으며, 또한 그를 아프라차의 '스트라테가' 또는 장군으로 묘사하고 있다. 불교 아바다나에 따르면, 아스파바르마와 사카 귀족 자다미트라는 우기 동안 승려들을 위한 숙소를 설립하는 문제에 대해 논의했으며, 이는 그가 불교의 후원자였음을 보여준다. 서기 50년에 아리아스라바라는 여성이 봉헌한 유물함 비문에는 그녀의 봉헌이 곤도파레스의 조카 압다가세스 1세와 아스파바르마의 통치 기간 동안 이루어졌으며, 아프라차와 인도-파르티아인들의 공동 통치를 묘사하고 있다.

#### 인도-파르티아 왕국

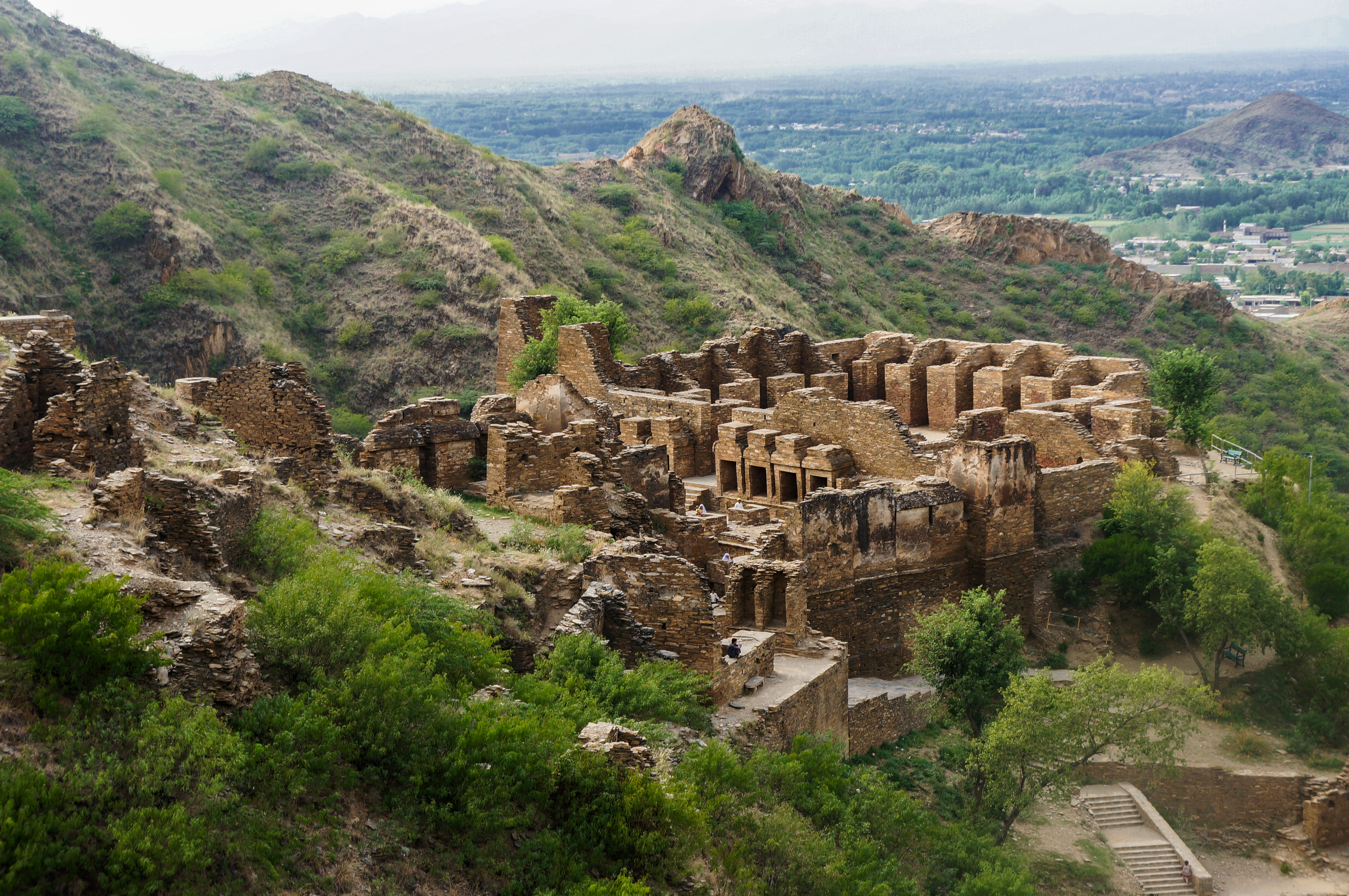
고대 불교 수도원 탁트이바히 (유네스코 세계유산)는 인도-파르티아인들이 건설했다.

인도-파르티아 왕국은 초대 통치자 곤도파레스의 이름을 딴 곤도파레스 왕조가 통치했다. 역사 대부분 동안 곤도파레스 왕조의 주요 왕들은 탁실라 (현재 파키스탄의 펀자브주)를 거주지로 삼았지만, 마지막 몇 년 동안 수도는 카불과 페샤와르 사이를 오갔다. 이 왕들은 전통적으로 인도-파르티아인이라고 불렸는데, 이는 그들의 주화가 종종 아르사케스 왕조의 영향을 받았기 때문이다. 그러나 그들은 아마도 파르티아 본토의 동쪽에 살았던 더 넓은 이란족 부족에 속했을 것이며, "영광의 소유자"를 의미하는 곤도파레스라는 칭호를 사용한 모든 왕들이 혈연 관계였다는 증거는 없다.
인도-파르티아 왕국의 지배 하에, 아프라차라자 사산은 화폐 증거에서 아스파바르마의 조카로 확인되어 중요한 인물로 부상했다. 곤도파레스와 동시대 인물이었던 이전 아프라차라자 아스파바르만은 하위 통치 역할에서 곤도파레스의 후계자 중 한 명으로 인정받는 지위로 올라선 후 사산에게 계승되었다. 그는 압다가세스 1세에 이어 직위를 맡았다. 쿠샨 제국 통치자 비마 타크토는 사산의 주화를 재주조한 것으로 화폐 증거를 통해 알려져 있으며, 화폐 유물에서는 사산의 주화가 쿠줄라 카드피세스의 더 작은 주화와 함께 발견되었다. 또한 사산이 서사트라프의 나하파나의 주화를 재주조한 것으로도 발견되었는데, 이 주화 계열은 서기 40년에서 78년 사이로 추정된다.
필로스트라토스와 티아나의 아폴로니오스는 서기 46년에 프라오테스를 방문했을 때, 당시 카불강과 탁실라 사이에 살던 간다라인들이 오레이칼코스와 검은 황동 주화를 사용했으며, 그들의 집은 밖에서 보면 단층 구조처럼 보이지만, 들어가면 지하 방도 있었다고 기록했다. 그들은 탁실라를 니네베와 같은 크기이며 그리스 도시처럼 성벽으로 둘러싸여 있고 좁은 도로로 형성되어 있다고 묘사했으며, 또한 프라오테스 왕국이 포로스의 옛 영토를 포함한다고 묘사한다. 왕과의 대화 후 프라오테스는 그의 왕국으로의 침략을 막기 위해 야만인과 이웃 국가에 보조금을 지급했다고 전해진다. 프라오테스는 또한 그의 아버지, 즉 왕의 아들이 어린 나이에 고아가 되었다고 이야기한다. 인도 관습에 따라 그의 친척 두 명이 그의 양육을 책임졌지만, 인더스강에서 의례 의식을 거행하던 중 반란 귀족들에 의해 살해당했다. 이 사건으로 인해 왕위가 찬탈되었고, 프라오테스의 아버지는 히다스페스강 너머에 있는 왕, 즉 현대 펀자브의 왕에게 피난을 가야만 했다. 이 왕은 프라오테스의 아버지보다 더 위대한 왕으로 여겨졌다. 게다가 프라오테스는 그의 아버지가 왕에게 요청하여 브라만들의 도움으로 교육을 받았고, 히다스페스 왕의 딸과 결혼하여 프라오테스 자신이라는 한 아들을 두었다고 말한다. 프라오테스는 탁실라 시민들의 찬탈자들에 대한 반란을 계기로 자신의 조상 왕국을 되찾을 절호의 기회를 포착했다고 계속해서 이야기한다. 시민들의 열렬한 지지 속에서 프라오테스는 횃불, 칼, 활을 휘두르며 통일된 저항의 모습을 보이며 찬탈자들의 거주지로 개선문을 통과했다.

#### 플리니우스가 언급한 부족들
서기 1세기 이 시기 동안, 가이우스 플리니우스 세쿤두스는 인더스강 하류에서 힌두쿠시산맥 근처의 산악 부족들에 이르는 바히카와 간다라 지역의 부족 목록을 언급한다.
이 섬을 지난 후, 인더스강의 다른 편은 우리가 명확하고 의심할 여지 없는 증거로 아는 바와 같이 아토아이족, 볼링가족, 갈리탈루타에족, 디무리족, 메가리족, 아르다바에족, 메사에족, 그리고 그 다음으로 우리족과 실라에족이 점유하고 있다. 이들 부족 너머에는 250마일에 걸쳐 사막 지대가 펼쳐져 있다. 이들 국가를 지난 후, 오르가나가에족, 아보르타에족, 바수레타에족, 그리고 이들 마지막 부족 다음에 이전과 유사한 사막 지대가 나타난다. 그리고 소로파게스족, 아르바에족, 마로고마트라에족, 움브리타에족이 있는데, 이들 중 12개 부족은 각각 두 개의 도시를 가지고 있으며, 아시니족은 세 개의 도시에 거주하며, 그들의 수도는 알렉산드로스 왕의 말이 그 이름을 따서 명명된 부케팔라의 무덤 주위에 설립된 부케팔라이다. 이들 부족 위에는 코카서스산맥 기슭에 위치한 산악 부족들이 있는데, 소세아데족과 손드라에족이 있으며, 인더스강을 지나 하류로 내려가면 사마라브리아에족, 삼브라케니족, 비삼브리타에족, 오르시족, 아니세니족, 그리고 탁실라에족이 있다. 이들은 낮지만 평평한 평야에 위치한 유명한 도시를 가지고 있으며, 이 지역의 총칭은 아멘다이다: 이곳에는 페우콜라이타에족, 아르사갈리타에족, 게레타에족, 그리고 앗소이족이라는 네 부족이 있다.— 가이우스 플리니우스 세쿤두스, 박물지

### 쿠샨 제국

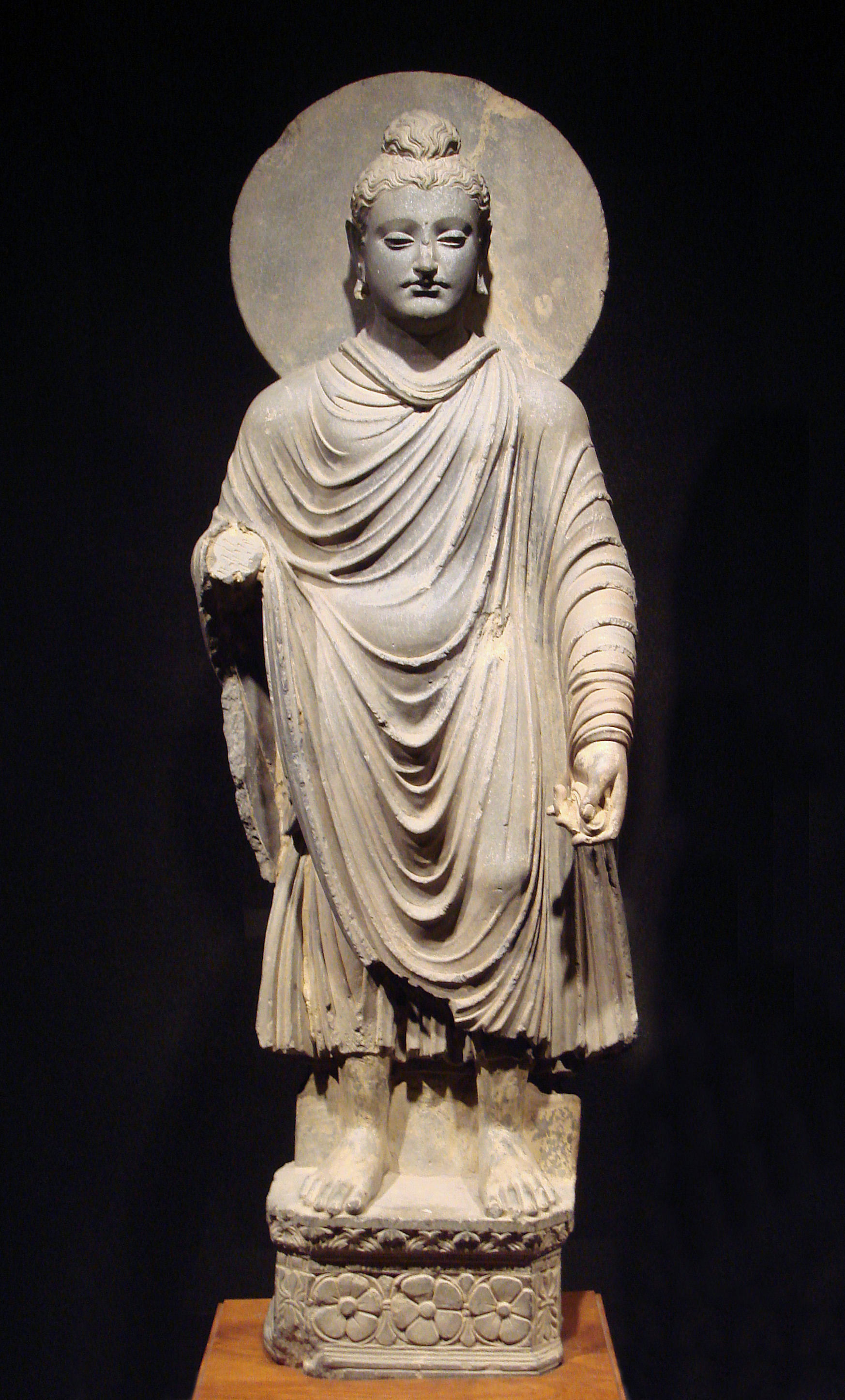
그리스 불교 간다라 석불입상 (1~2세기), 도쿄 국립박물관

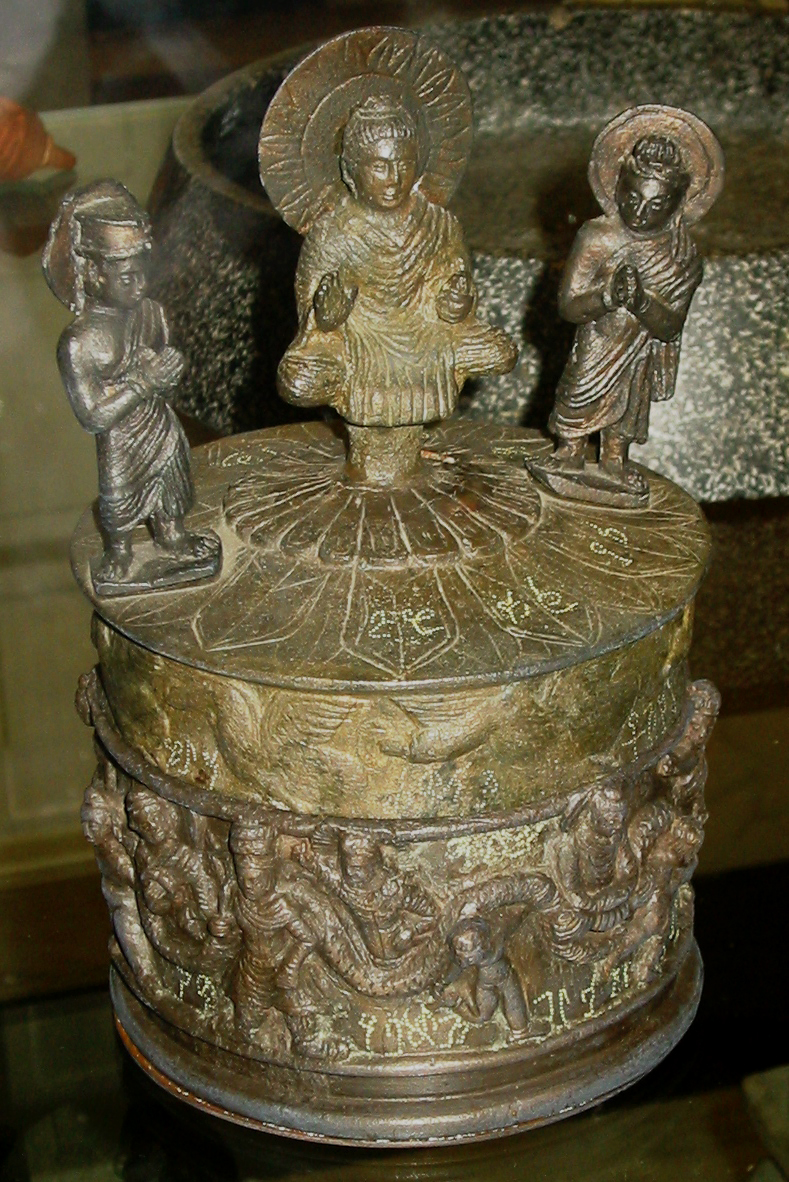
대 카니슈카 함, 불교 모티프

쿠샨족은 흉노에게 패배하여 중앙아시아 스텝에서 후퇴한 후 박트리아를 정복했다. 월지는 박트리아 지역을 다섯 개의 독립된 영토로 분할했으며, 월지의 각 부족은 별도의 왕국을 지배했다. 그러나 이 분할 후 한 세기 만에 쿠샨 부족의 쿠줄라 카드피세스가 다른 네 월지 부족을 파괴하고 왕으로서의 통치를 굳히며 승리했다. 쿠줄라는 파르티아를 침략하고 카불강 상류를 합병한 후 계빈을 추가로 정복했다. 서기 78년, 인도-파르티아 왕국은 간다라를 쿠샨족에게 양도했으며, 쿠줄라 카드피세스의 아들 비마 타크토는 아프라차라자 사세스를 탁실라에서 계승하고 천축을 추가로 정복한 후 장군을 사트라프로 임명했다.
서역전(西域傳)에 따르면, 카불강 상류에 거주하는 주민들은 매우 부유하고 상업에 능했으며, 그들의 문화적 관행은 천축에서 관찰되는 것과 유사했다. 그러나 텍스트는 또한 그들을 약하고 쉽게 정복되며, 그들의 정치적 충성은 결코 변함이 없지 않다고 특징짓는다. 시간이 지남에 따라 이 지역은 천축, 계빈, 파르티아에 의해 각자의 강성기에 차례로 합병되었지만, 이들 세력이 쇠퇴하면서 다시 상실되었다. 서역전은 천축의 풍습이 월지의 풍습과 유사하며 주민들이 전쟁에서 코끼리를 탄다고 묘사한다.

쿠샨 시대는 간다라의 황금 시대로 간주된다. 페샤와르 계곡과 탁실라는 이 시기의 불탑과 승원 유적들로 가득하다. 간다라 미술은 번성하여 인도 아대륙 최고의 조각품을 생산했다. 간다라 문화는 위대한 쿠샨 황제 카니슈카 대제 (서기 127년 – 150년)의 통치 기간에 절정에 달했다. 탁실라(Takṣaśilā)의 시르수크와 푸루샤푸라(현대 페샤와르)는 새로운 높이에 도달했다. 푸루샤푸라는 마투라와 함께 중앙아시아에서 북부 인도까지 뻗어 있는 거대한 제국의 수도가 되었으며, 간다라는 그 중심에 있었다. 카니슈카 황제는 불교 신앙의 위대한 후원자였다. 불교는 인도에서 중앙아시아와 박트리아, 소그디아를 거쳐 한나라 제국과 만나는 극동까지 퍼졌다. 불교 미술은 간다라에서 아시아의 다른 지역으로 퍼졌다. 간다라에서는 대승 불교가 번성하여 석가모니가 인간의 모습으로 표현되었다. 쿠샨족 아래에서 새로운 불탑들이 건설되었고 오래된 탑들은 확장되었다. 거대한 석가모니 불상들이 승원에 세워지고 언덕 경사면에 조각되었다. 카니슈카는 또한 페샤와르에 400피트 높이의 카니슈카 탑을 건설했다. 이 탑은 중국 승려 법현, 송운, 현장에 의해 보고되었다. 이 탑은 쿠샨 시대에 불교 유물을 보관하기 위해 건설되었으며, 고대 세계에서 가장 높은 건물 중 하나였다.

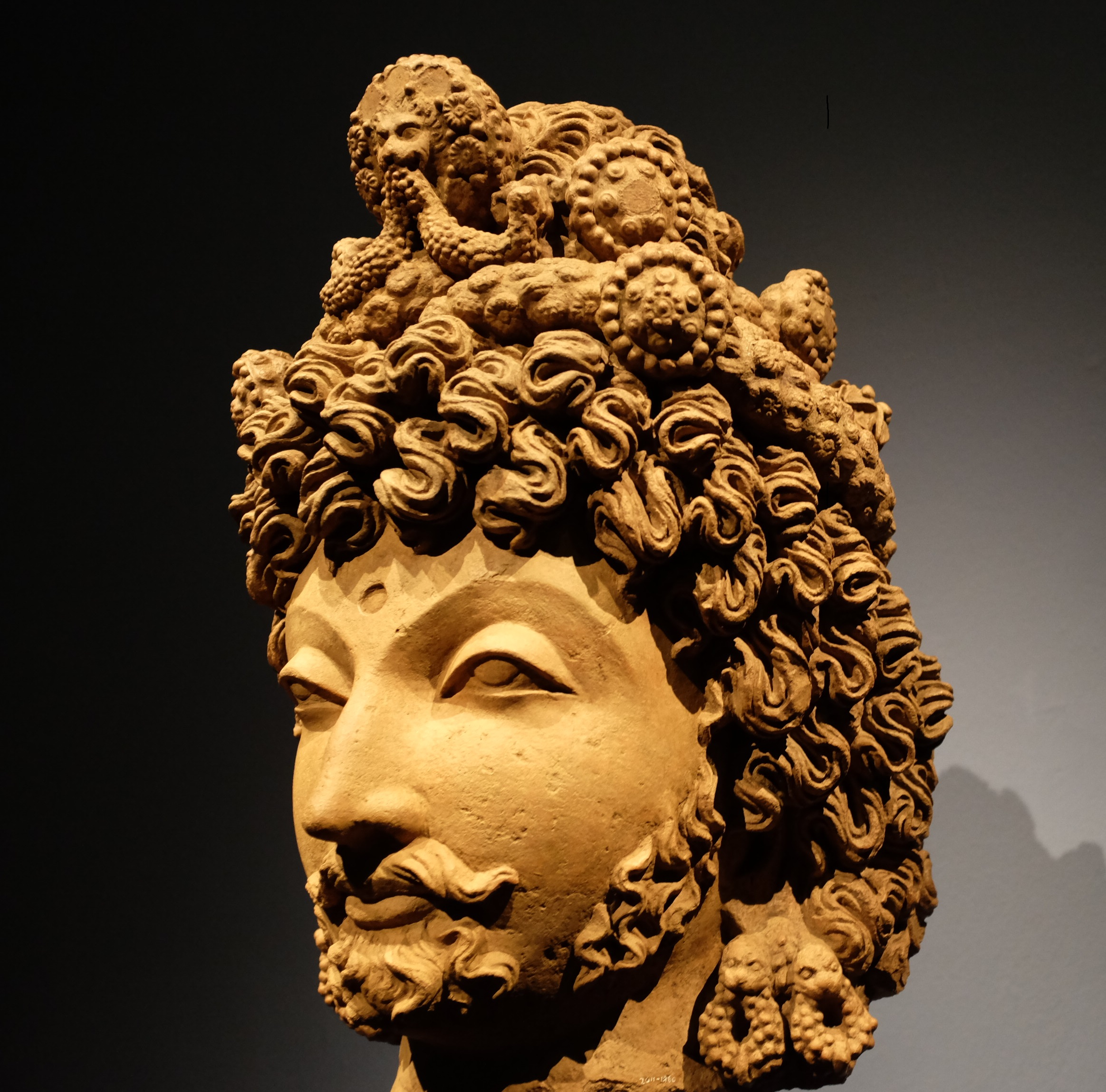
보살의 머리,  서기 4세기c.
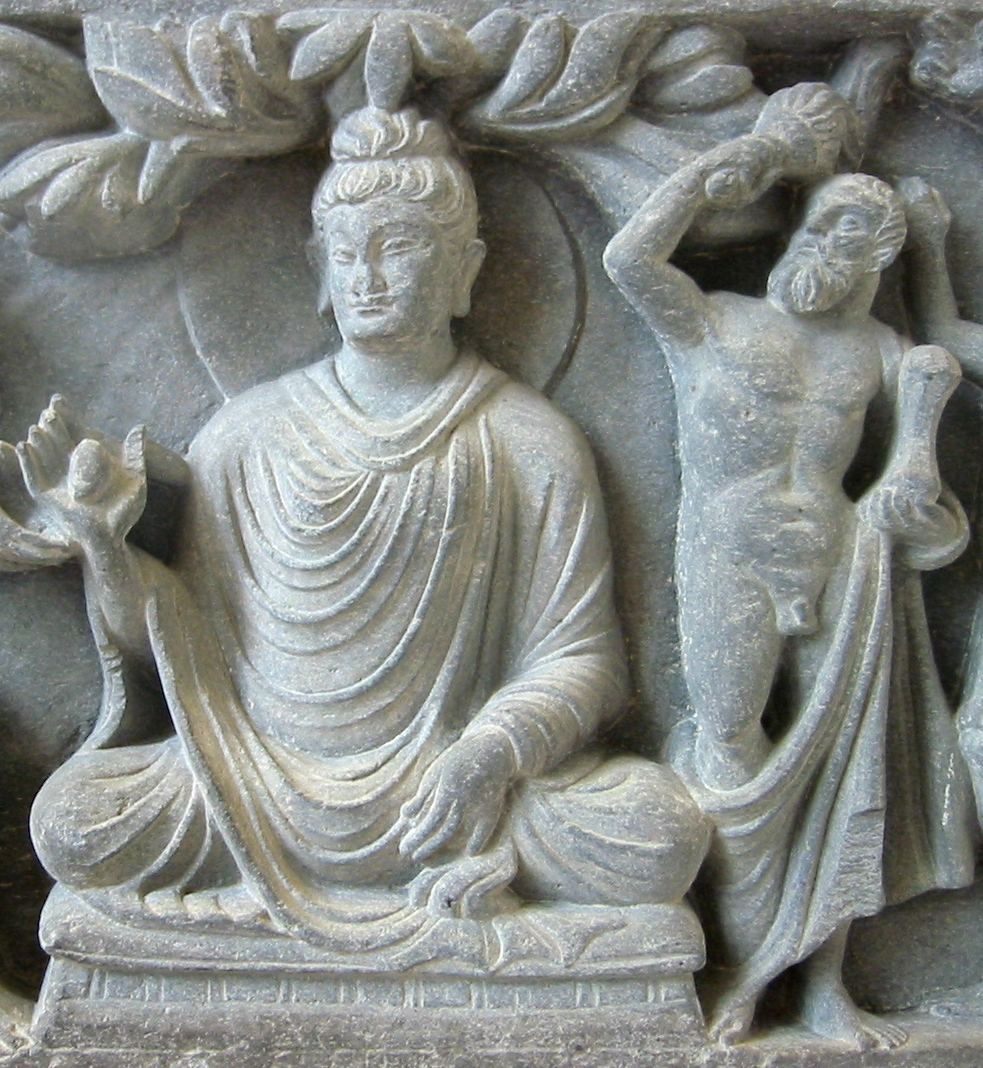
헤라클레스의 모습으로 표현된 석가모니와 금강수,  서기 2–3세기c.

### 키다라족
키다라족은 페샤와르와 간다라를 포함한 북서 인도 아대륙의 일부를 쿠샨 제국으로부터 약 390년에서 410년 사이에 정복했다. 이는 찬드라굽타 2세 굽타 황제의 통치 말기 또는 쿠마라굽타 1세의 통치 초기였을 것이다. 아마도 에프탈족의 부상과 사산 제국에 대한 패배가 키다라족을 북인도로 밀어넣었을 것이다. 간다라의 마지막 통치자는 서기 500년경의 칸디크였다.

### 알혼족
서기 430년경, 가장 주목할 만한 알혼 통치자 킹길라가 나타나 키다라족으로부터 힌두쿠시산맥을 가로지르는 길을 장악했다. 알혼족 통치자 킹길라와 메하마의 주화가 카불 남동쪽의 불교 수도원 메스 아이나크에서 발견되어, 서기 450년에서 500년경 이 지역에 알혼족이 존재했음을 확인해 준다. 화폐 증거와 간다라에서 발견된 소위 "에프탈 은제 그릇"(현재 대영박물관 소장)은 키다라족과 알혼족 사이의 평화로운 공존 시기를 시사한다. 이 그릇에는 키다라족 귀족 사냥꾼 두 명과 알혼족 사냥꾼 두 명, 그리고 메달리온 안에 알혼족 한 명이 묘사되어 있다. 어느 시점에 키다라족이 간다라에서 철수하자, 알혼족은 킹길라 시대부터 그들의 조폐국을 점령했다.
알혼족은 학문의 중심지였던 탁실라의 불교 승원과 불탑들을 대량으로 파괴했으며, 탁실라는 이 파괴에서 회복되지 못했다. 탁실라 지역에서 발견된 알혼족 주화는 사실상 모두 불타버린 승원 유적에서 발견되었는데, 일부 침략자들은 파괴의 물결 속에서 현지 방어자들과 함께 사망했다. 고대 세계에서 가장 유명하고 높은 건물 중 하나였던 카니슈카 탑은 서기 460년대에 이 지역을 침략할 때 그들에 의해 파괴된 것으로 생각된다. 만키알라 탑 또한 그들의 침략 중에 훼손되었다.
특히 미히라쿨라는 간다라에서 "그들의 종교를 끔찍하게 박해한 자"로 불교 자료에 기억되고 있다. 미히라쿨라의 통치 기간 동안 간다라 전역의 1천 개 이상의 불교 승원이 파괴되었다고 전해진다. 특히 중국 승려 현장의 서기 630년 기록은 미히라쿨라가 불교 파괴와 승려 추방을 명령했다고 설명했다. 간다라의 불교 미술, 특히 그리스 불교 미술은 이 시기에 사라졌다. 현장이 서기 630년경 간다라를 방문했을 때, 그는 불교가 시바파에 비해 급격히 쇠퇴했으며 대부분의 승원은 황량하게 폐허로 남아있다고 보고했다. 또한 칼하나는 간다라의 브라만들이 미히라쿨라로부터 아그라하람을 선물로 받았다고 기록했다. 칼하나는 또한 그의 라자타랑기니에서 미히라쿨라가 남아시아의 현지 브라만들을 어떻게 억압하고 간다라 브라만들을 카슈미르와 인도로 들여왔으며, 그가 카슈미르의 이 브라만들에게 수천 개의 마을을 주었다고 언급했다.

### 튀르크 및 힌두 샤히

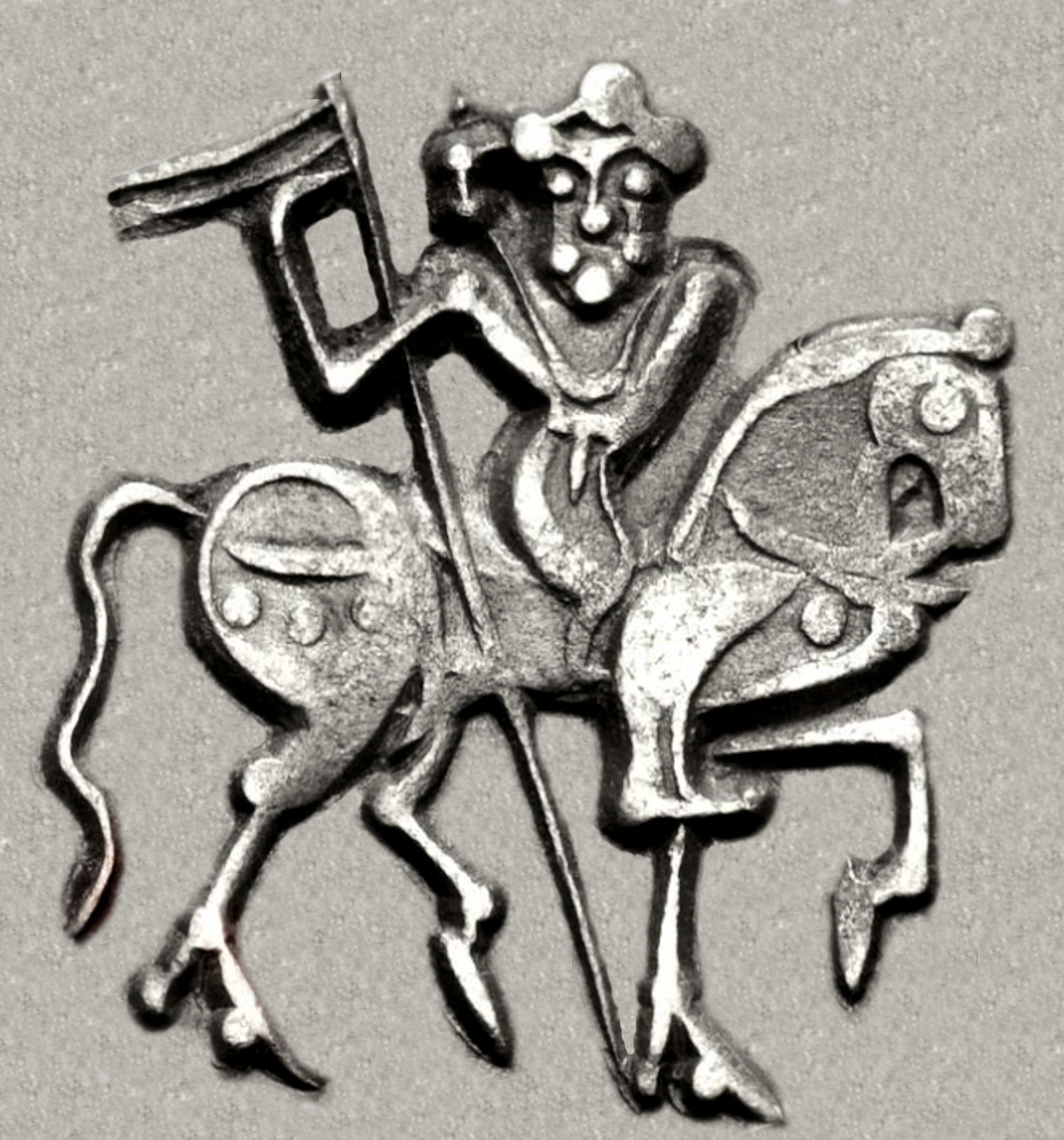
샤히의 "전쟁 군주"인 스팔라파티 주화의 기마병. 머리 장식은 터번으로 해석된다.

튀르크 샤히는 843년까지 간다라를 통치했으며, 그 해에 힌두 샤히에 의해 전복되었다. 힌두 샤히는 간다라의 오디야나 주민인 우디/오디 부족에 속하는 것으로 여겨진다.
힌두 샤히의 역사는 843년 칼라르가 마지막 튀르크 샤히 통치자 라가투르만을 폐위시키면서 시작된다. 사만타가 그를 계승했으며, 그의 통치 기간 동안 카불 지역은 페르시아어 사만 토후국에게 상실되었다. 랄리야는 곧 사만타를 대체하고 카불을 재정복하며 자불리스탄 지역을 진압했다. 그는 또한 상카라바르만의 웃팔라 왕조와의 충돌로 주목할 만하며, 이로 인해 승리를 거두고 후자는 하자라에서 사망했으며, 칼하나가 언급한 최초의 샤히였다. 그는 다른 지역의 왕들이 그의 수도 우다반다에서 피난처를 찾을 정도로 위대한 통치자로 묘사되며, 이는 이전 수도인 카불과는 달라진 모습이다. 다음으로 주목할 만한 통치자인 비마데바는 가즈니와 카불에서 사만 토후국을 정복한 데 가장 큰 의미를 두는데, 이는 그들의 정복에 대한 대응이었다. 그의 손녀 디다는 또한 로하라 왕조의 마지막 통치자였다. 그 후 자야팔라가 통제권을 얻었으며 새로 형성된 가즈나 왕조와 충돌했지만, 결국 패배했다. 그의 통치와 그의 아들이자 후계자인 아난다팔라의 통치 기간 동안 라호르 왕국이 정복되었다. 다음 샤히 통치자들은 모두 가즈나 왕조에 저항했지만 궁극적으로 실패했으며, 1026년에 제국은 몰락했다.

### 재발견

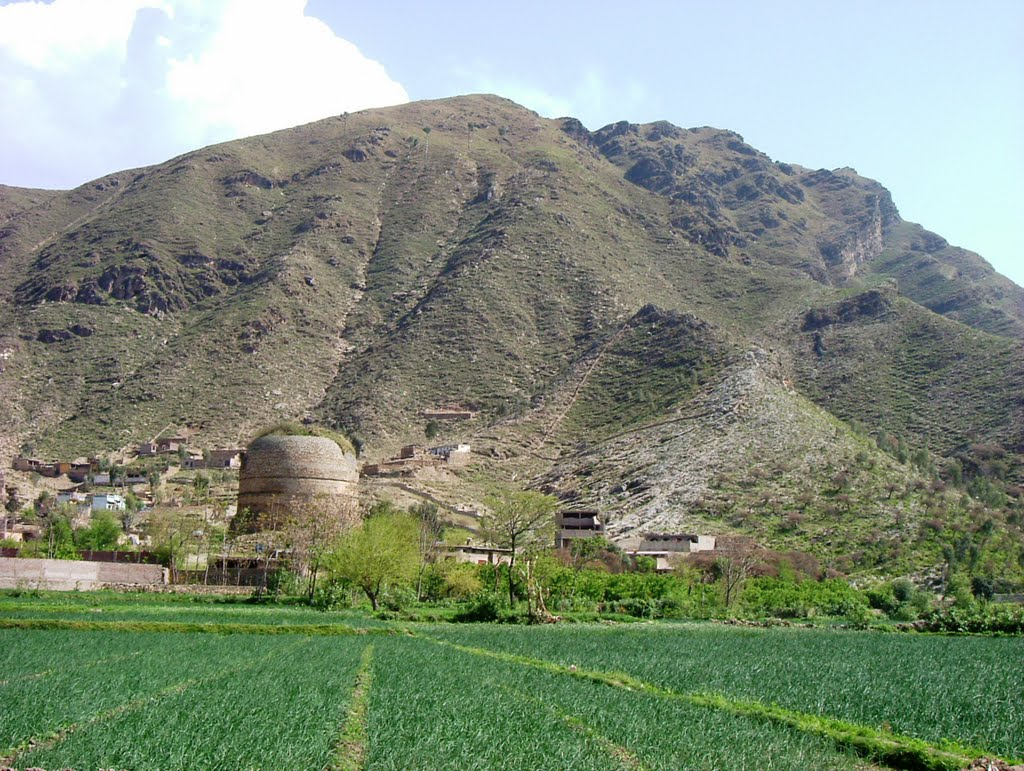
페샤와르 근처 지역 전역에 갈레가이의 싱게르다르 탑과 같은 많은 탑들이 흩어져 있다.

간다라가 가즈니 마흐무드의 제국에 흡수될 무렵, 불교 건물들은 이미 폐허가 되었고 간다라의 예술은 잊혀졌다. 알비루니 이후, 카슈미르 작가 칼하나(Kalhana)는 1151년에 그의 책 『라자타랑기니』를 썼다. 그는 간다라에서 일어난 몇 가지 사건들을 기록하고 그 마지막 왕조와 수도인 우다반다푸라에 대한 세부 정보를 제공했다.
19세기에는 영국 군인과 행정관들이 인도 아대륙의 고대 역사에 관심을 갖기 시작했다. 1830년대에는 아소카 시대 이후의 주화들이 발견되었고, 같은 시기에 중국의 여행기가 번역되었다. 찰스 매슨, 제임스 프린셉, 알렉산더 커닝엄은 1838년에 카로슈티 문자를 해독했다. 중국 기록들은 불교 사원의 위치와 평면도를 제공했다. 주화 발견과 함께 이러한 기록들은 간다라 역사를 재구성하는 데 필요한 단서들을 제공했다. 1848년에 커닝엄은 페샤와르 북쪽에서 간다라 조각들을 발견했다. 그는 또한 1860년대에 탁실라 유적지를 확인했다. 그 이후로 페샤와르 계곡에서 수많은 불상들이 발견되었다.
고고학자 존 마셜은 1912년부터 1934년까지 탁실라를 발굴했다. 그는 별도의 그리스, 파르티아, 쿠샨 도시들과 많은 탑과 수도원들을 발견했다. 이러한 발견들은 간다라 역사와 예술의 연대기를 훨씬 더 많이 재구성하는 데 도움이 되었다.
1947년 이후 아흐메드 하산 다니와 페샤와르 대학교 고고학과는 페샤와르와 스와트 계곡에서 여러 발견을 했다. 간다라 문명의 많은 유적지 발굴은 페샤와르와 전 세계 여러 대학의 연구자들에 의해 진행되고 있다.

## 문화

### 언어
간다라의 언어는 프라크리트어 또는 "중기 인도아리아어" 방언으로, 일반적으로 간다리라고 불렸다. 쿠샨 제국 하에서 간다라는 인접한 남아시아와 중앙아시아 지역으로 퍼졌다. 이 언어는 아람 문자에서 파생된 카로슈티 문자를 사용했으며, 서기 4세기경에 사라졌다.
역사적으로 간다라 문명의 고대 수도인 푸루샤푸라에서 사용되었던 힌드코어는 이 지역의 풍부한 문화 및 지적 유산에 깊이 뿌리내리고 있다. 북인도의 중기 인도아리아어인 샤우라세니 프라크리트어에서 파생된 힌드코어는 산스크리트어의 주요 지역 언어 중 하나에서 진화했다. 간다라 지역의 역동적인 문화 및 정치적 변화는 힌드코어의 언어 발달에 영향을 미쳤다. 오늘날 피쇼리, 코하티, 차치, 게비, 하자라 힌드코어로 알려진 힌드코어는 주로 카이베르파크툰크와주, 포토하르 고원, 하자라 지역 등 간다라 문명이 탄생한 지역에서 사용되며, 역사적 중요성을 보존하고 이 지역의 지속적인 언어 유산을 반영한다. 힌드코어는 프라크리트어에서 유래한 음운론적, 형태론적, 통사론적 특징을 공유한다. 간다라 지역의 비문과 필사본은 고대 프라크리트어 또는 중기 인도아리아어와 현대 힌드코어를 연결하는 언어적 패턴을 보여준다.
언어학적 증거는 일부 다르드어군 그룹이 간다라어와 관련되어 있음을 시사한다. 현재 모두 원래 거주지에서 이주된 코히스타니 언어는 한때 이 지역에 더 널리 퍼져 있었으며, 아마도 간다라 지역의 고대 방언에서 유래했을 것이다. 마지막으로 사라진 언어는 티라히어로, 몇 년 전만 해도 아프가니스탄 동부 잘랄라바드 근처 몇몇 마을에서 19세기 아프리디 파슈툰인에 의해 티라에서 추방된 이주민들의 후손들이 사용하고 있었다. 게오르크 모겐스티에르네는 티라히어가 "아마도 티라에서 페샤와르구를 거쳐 스와트구와 디르구까지 확장된 방언 그룹의 잔재일 것"이라고 주장했다. 오늘날 이 언어는 완전히 소멸되었고, 이 지역은 파슈토어와 같이 후기 이주민들이 들여온 이란어군이 지배하고 있다. 현재까지도 사용되는 현대 인도아리아어 중 토르왈리어는 간다라어의 방언인 니야어와 가장 가까운 언어학적 유사성을 보인다.

### 종교

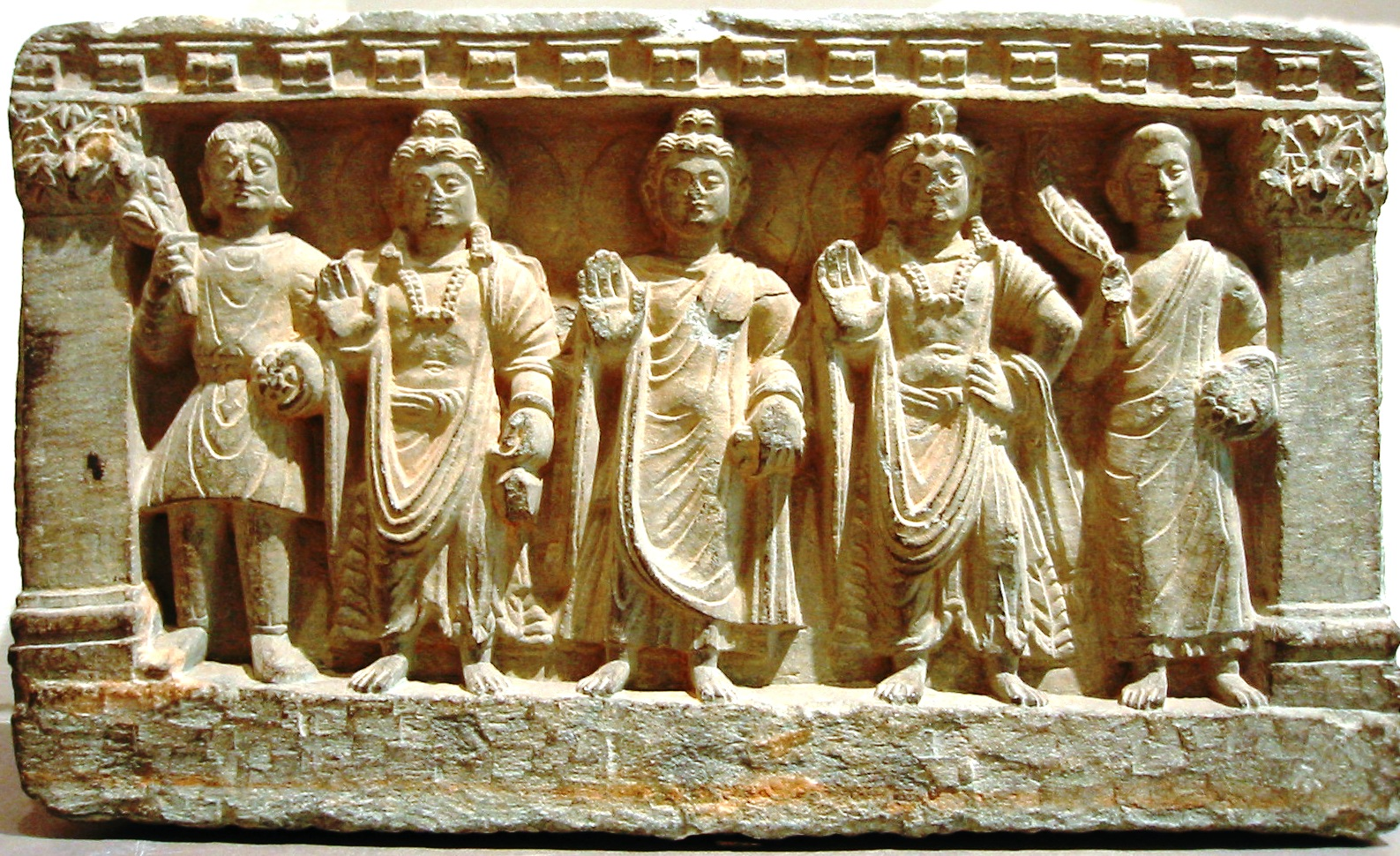
미륵 보살, 석가모니, 그리고 관세음보살. 서기 2–3세기, 간다라.

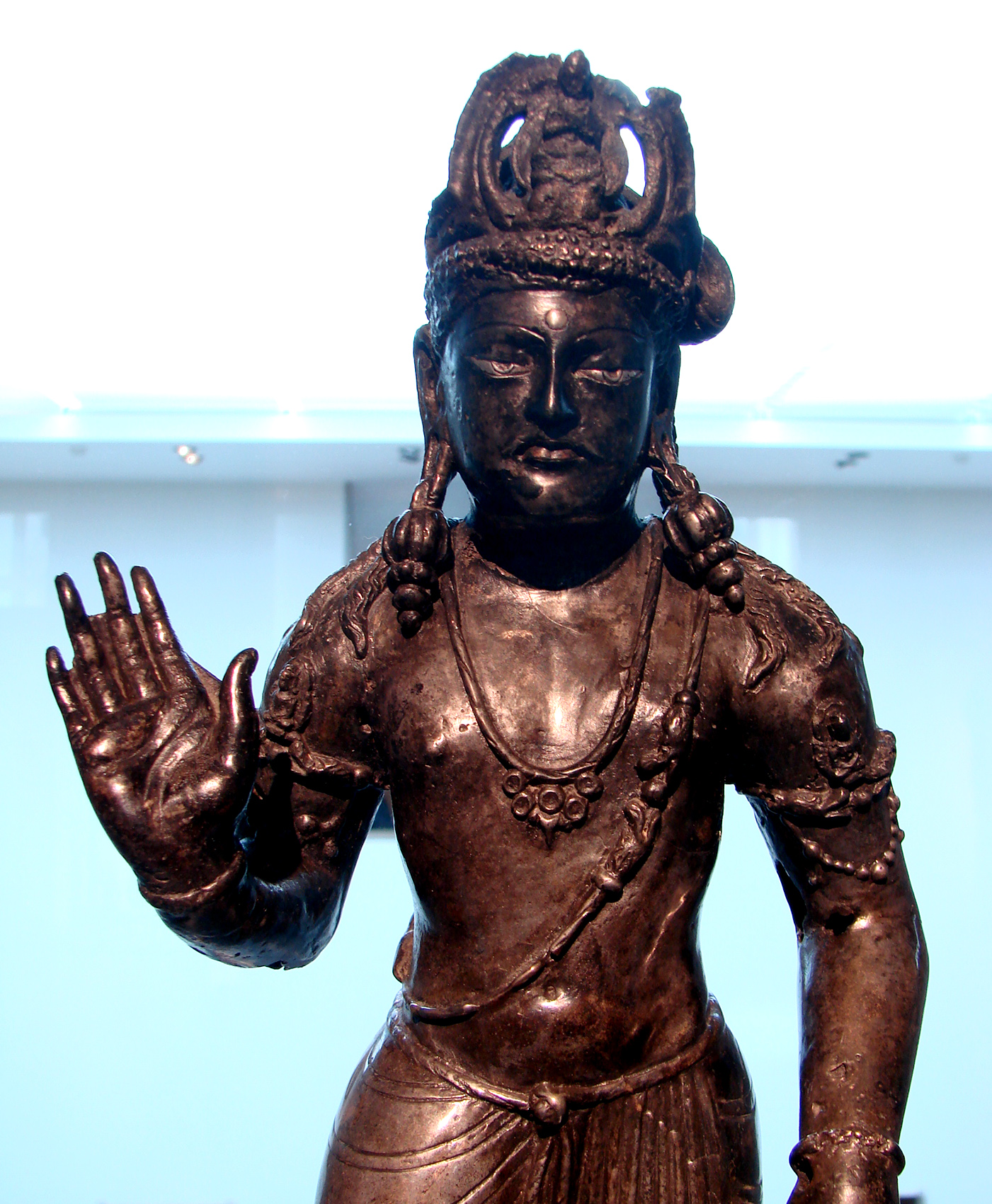
관세음보살 청동상. 무외 무드라. 서기 3세기, 간다라.

#### 대승 불교
팔리어 문헌에 따르면, 불교는 기원전 3세기 아소카 통치 기간에 파탈리푸트라에서 열린 제3결집 이후 처음으로 간다라에 전파되었다. 다양한 승려들이 제국의 여러 지역으로 파견되었으며, 간다라로 파견된 선교사는 특히 인도의 바라나시에서 온 마지한티카였다.
대승 불교 정토 경전은 서기 147년 일찍이 쿠샨 제국의 승려 로카크셰마가 최초의 불교 경전 중 일부를 중국어로 번역하기 시작했을 때 간다라 지역에서 중국으로 전해졌다. 이 번역 중 가장 초기 작품들은 간다라어에서 번역되었다는 증거를 보여준다. 로카크셰마는 아스타사하스리카 반야바라밀다 수트라와 같은 중요한 대승 경전뿐만 아니라 삼매, 아촉불에 대한 명상과 같은 주제에 대한 희귀하고 초기 대승 경전들을 번역했다. 로카크셰마의 번역은 초기 대승 불교에 대한 통찰력을 계속 제공한다. 이 경전들은 종종 금욕적인 수행, 숲 거주, 명상적 집중 상태에 대한 몰입을 포함하고 강조한다.
폴 해리슨은 대승 경전 중 우리가 가지고 있는 가장 초기 버전이라고 주장할 수 있는 일부 텍스트, 즉 인도-스키타이 번역가 로카크셰마가 서기 2세기 후반에 중국어로 번역한 텍스트들을 연구했다. 해리슨은 로카크셰마 경전 전체에서 나타나는 추가적인 금욕적 수행, 숲 거주, 그리고 무엇보다 명상적 흡수 상태(삼매)에 대한 열정을 지적한다. 명상과 명상적 상태는 초기 대승 불교에서 중심적인 위치를 차지했던 것으로 보이며, 이는 분명히 그들의 영적 효능 때문이기도 하지만, 새로운 계시와 영감에 접근할 수 있게 해 주었기 때문이기도 하다.

일부 학자들은 대승 무량수경이 서기 1세기에서 2세기에 쿠샨 제국 시대에 간다라 지역에서 번성했던 마히사사카 비구의 명령으로 편찬되었다고 믿는다. 그러나 무량수경은 마하상기카-로코타라바다 종파의 편찬에 큰 영향을 받았을 가능성이 높으며, 이 경전에는 로코타라바다의 마하바스투와 공통된 요소가 많다. 쿠샨 시대에 간다라에서 제작된 아미타불과 관세음보살, 대세지보살의 이미지도 있다.
대방광보살장문수사리근본의궤경은 쿠샨 제국의 카니슈카가 북서부에서 대승 반야바라밀다 교리의 확립을 주재했다고 기록한다. 타라나타는 이 지역에서 카니슈카 시대에 잘란드라 수도원에서 500명의 보살들이 회의에 참석했다고 기록하며, 이 시기 북서부에서 대승 불교의 제도적 강점을 시사한다. 에드워드 콘제는 더 나아가 반야바라밀다가 쿠샨 시대에 북서부에서 큰 성공을 거두었으며, 초기 대승 불교의 "요새이자 중심지"였을 수 있지만, 그 기원은 아니라고 말한다. 그는 기원을 대중부 불교와 연관시킨다.

#### 기타 종교
조로아스터교는 페르시아 정복 이후 간다라에 존재했으며, 아소카의 통치 및 그 이후까지 이어졌을 가능성이 높다. 일부 학자들은 그 존재가 간다라에서 대승 불교의 독특한 측면 발전에 영향을 미쳤을 수 있다고 추측했다.
간다라, 특히 쿠샨 시대의 탁실라는 힌두 종합의 예술과 문화 발전에 영향력 있는 역할을 했으며, 이 지역의 예술적 전통은 힌두 미술에서 초기 신들의 묘사에 영향을 미쳤다.

### 미술
간다라는 헬레니즘 미술과 갠지스 계곡의 지역 인도 미술의 영향을 보여주는 독특한 간다라 양식의 불교 미술로 유명하다. 간다라 미술은 1세기부터 5세기까지 쿠샨 제국 시대에 번성하여 절정에 달했지만, 5세기 알혼족의 침략 이후 쇠퇴하고 파괴되었다.
싯다르타가 보석 장식의 왕자로 나타나는 모습(싯다르타가 궁정 생활을 포기하기 전)은 흔한 모티프이다. 스투코와 석재는 간다라 조각가들이 승원 및 종교 건축물을 장식하는 데 널리 사용되었다. 불교의 상징성은 헬레니즘 세계의 문화에서 온 일부 예술적 요소와 결합되었다. 예를 들어, 물결치는 머리카락을 가진 젊은 부처의 모습은 아폴론의 조각상과 유사하다. 성스러운 예술 작품과 건축 장식에는 현지에서 채취한 암석(결정편암 및 화강암) 혼합물로 구성된 스투코용 석회석이 사용되었는데, 이는 이슬라마바드 북서쪽 산맥에 위치한 노두와 일치한다.
간다라 예술의 예술적 전통은 다음과 같은 단계로 나눌 수 있다.
- 인도-그리스 미술; 기원전 2세기 ~ 서기 1세기
- 인도-스키타이 미술; 기원전 1세기 ~ 서기 1세기
- 쿠샨 미술; 서기 1세기 ~ 서기 4세기

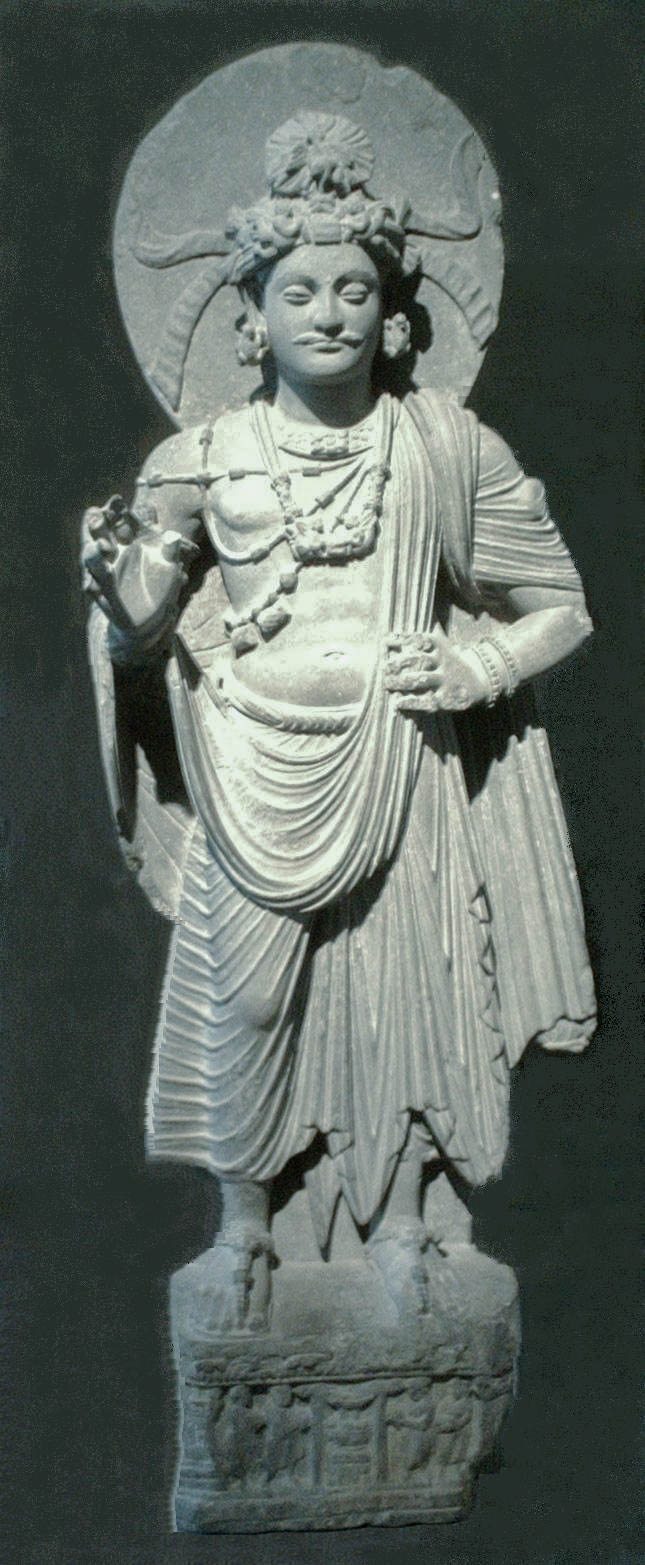
서 있는 보살 (1–2세기)
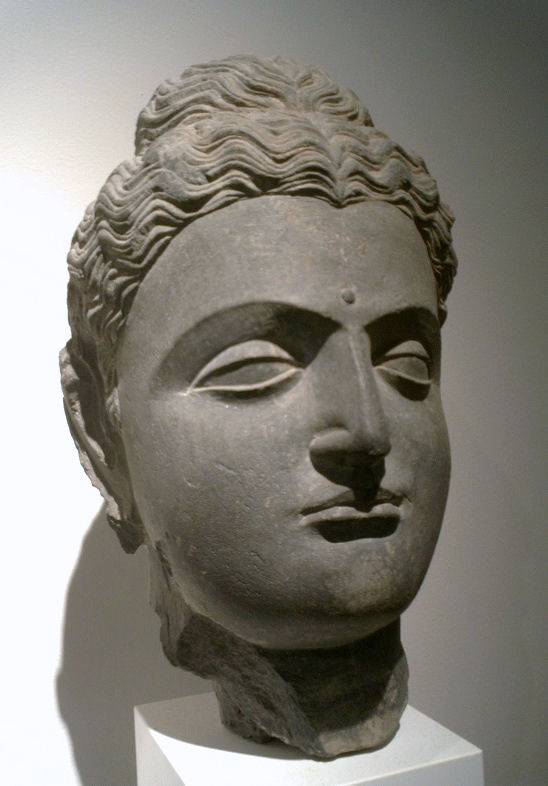
붓다 머리 (2세기)
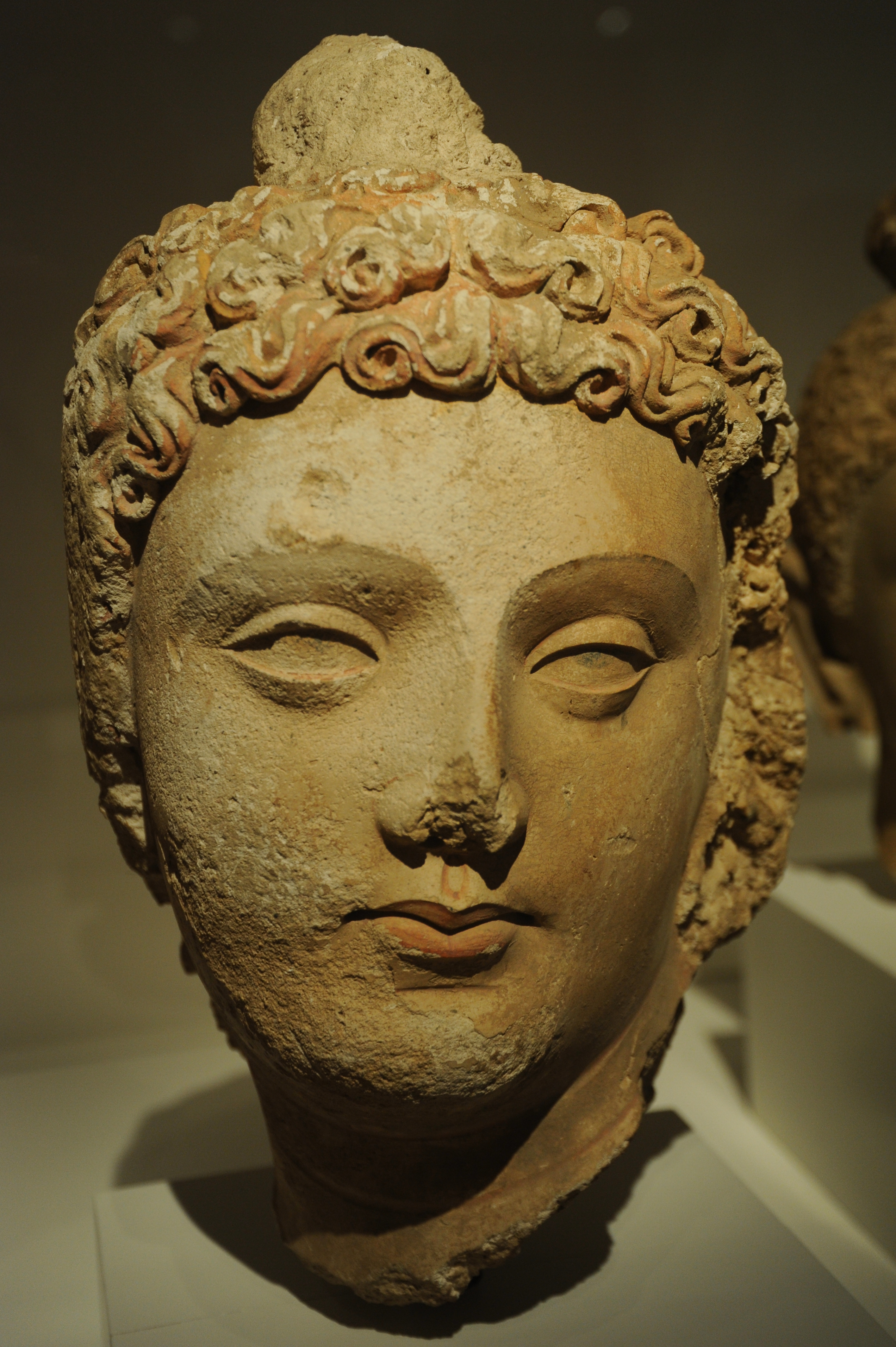
붓다 머리 (4–6세기)
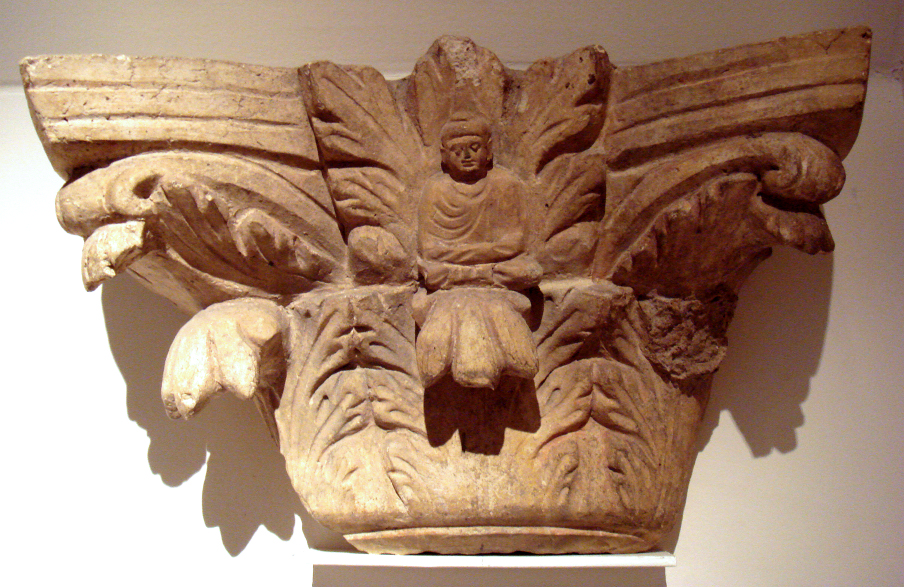
아칸투스 기둥머리에 있는 붓다
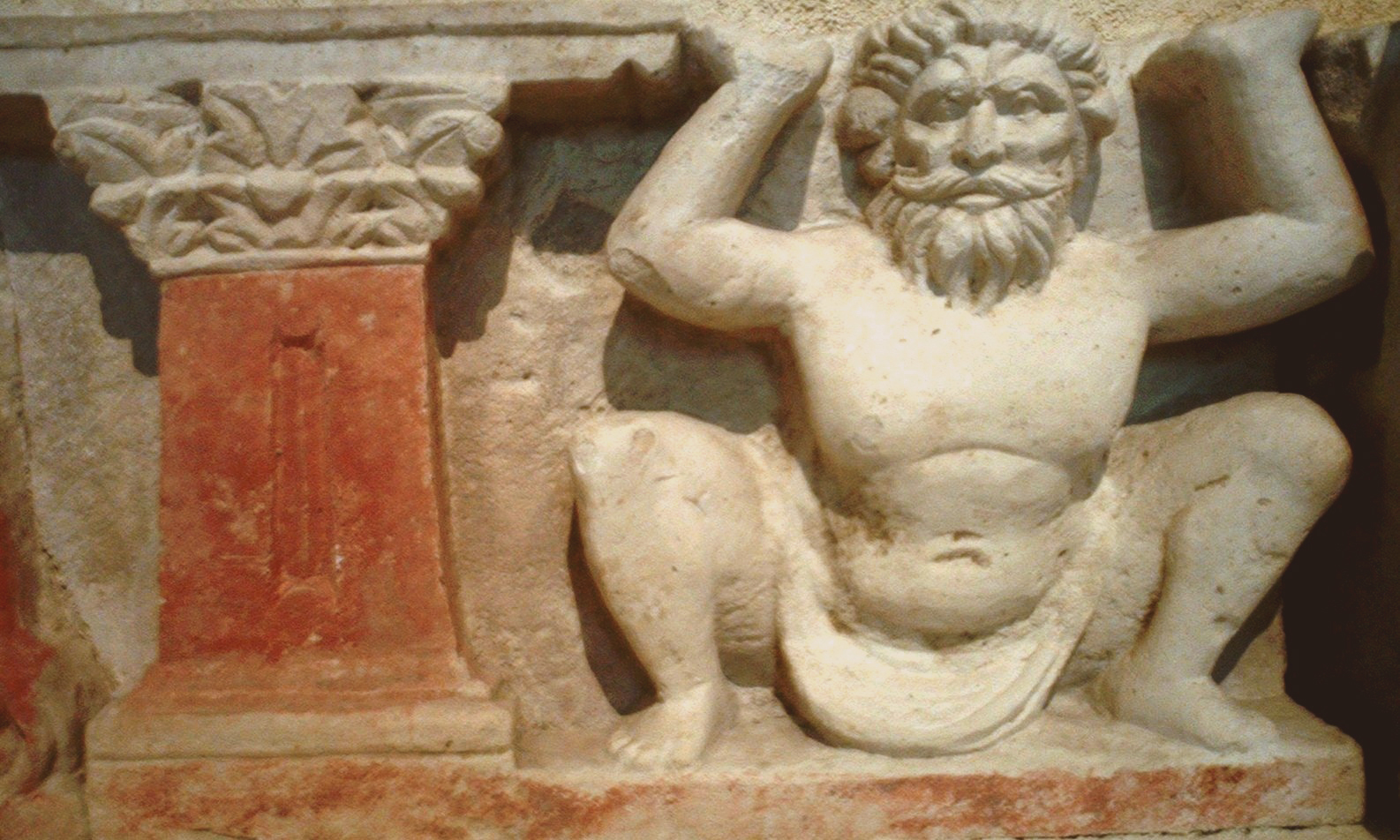
불교 기념물을 지지하는 그리스 신 아틀라스, 하닷
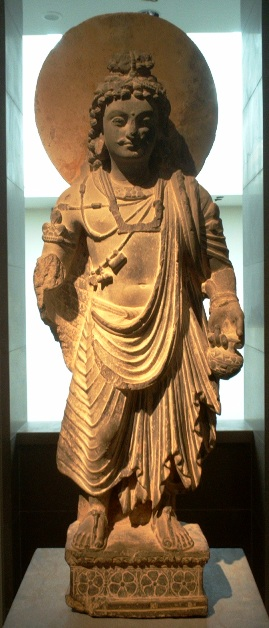
미륵보살 (2세기)
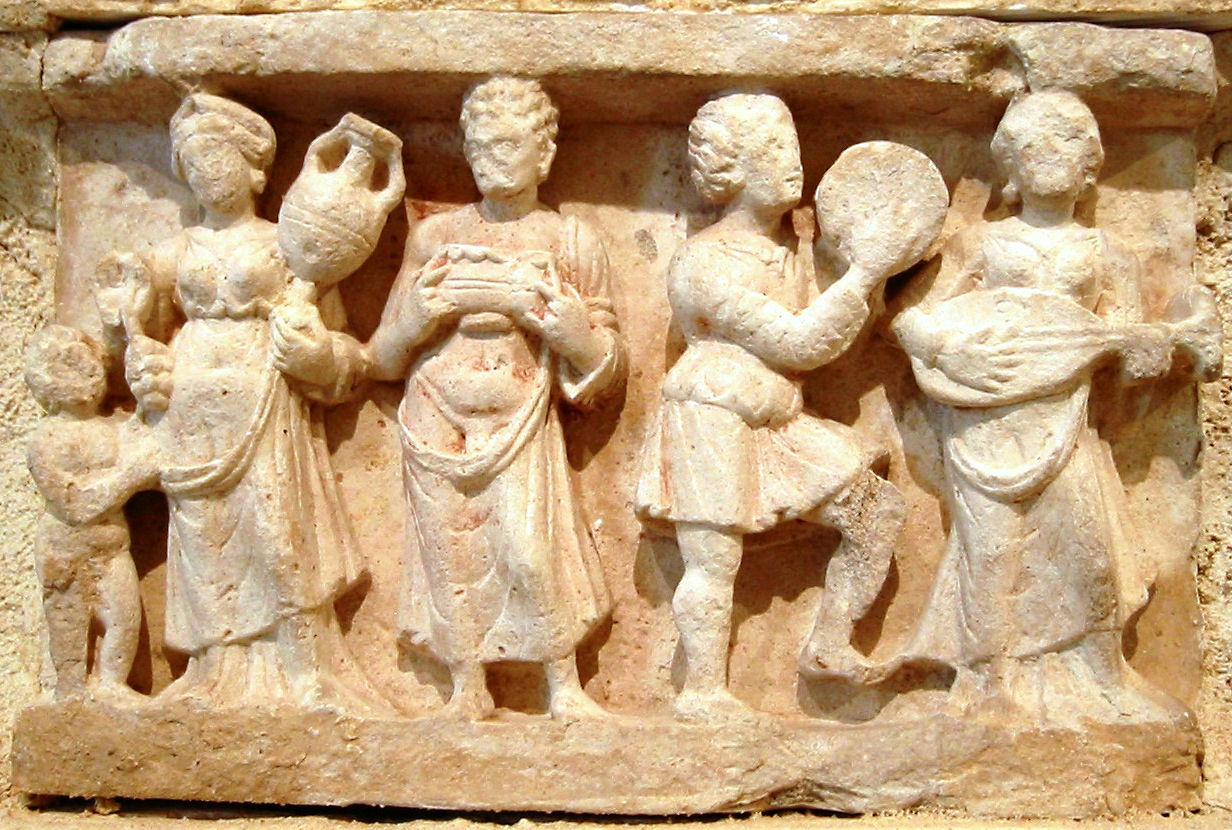
포도주 마시기와 음악, 하닷 (1–2세기)
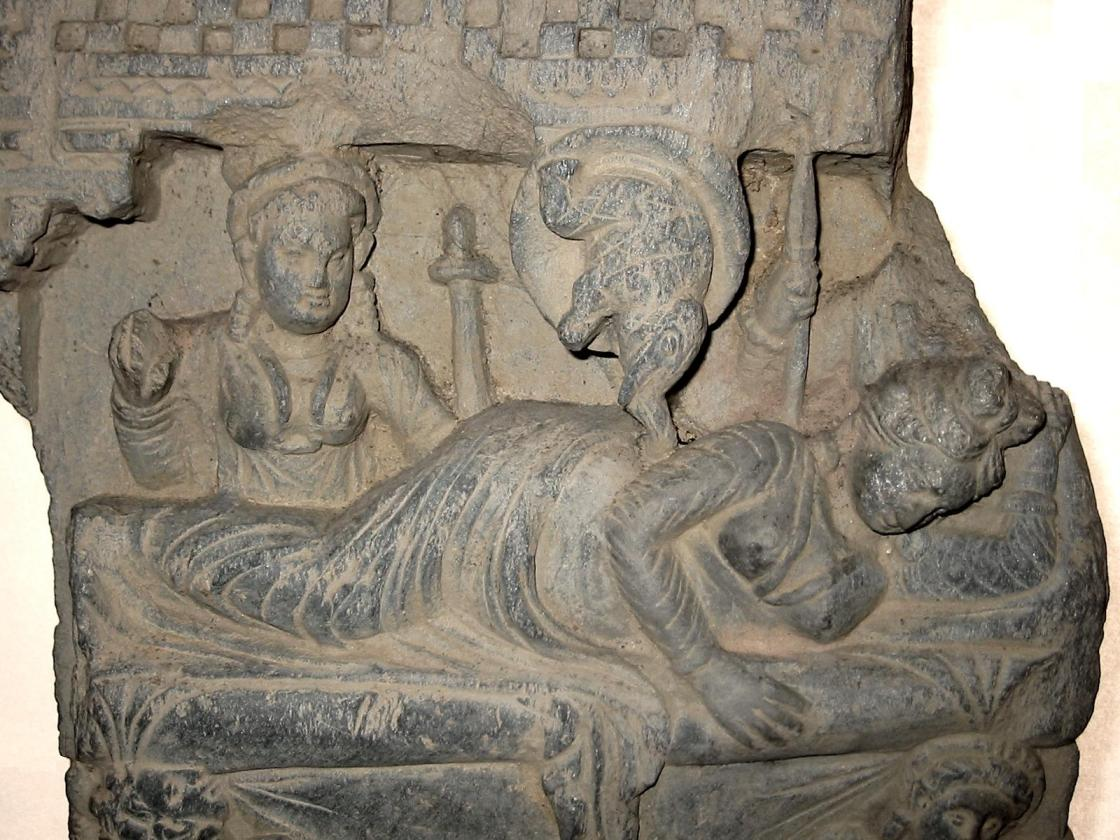
마야의 흰 코끼리 꿈 (2–3세기)
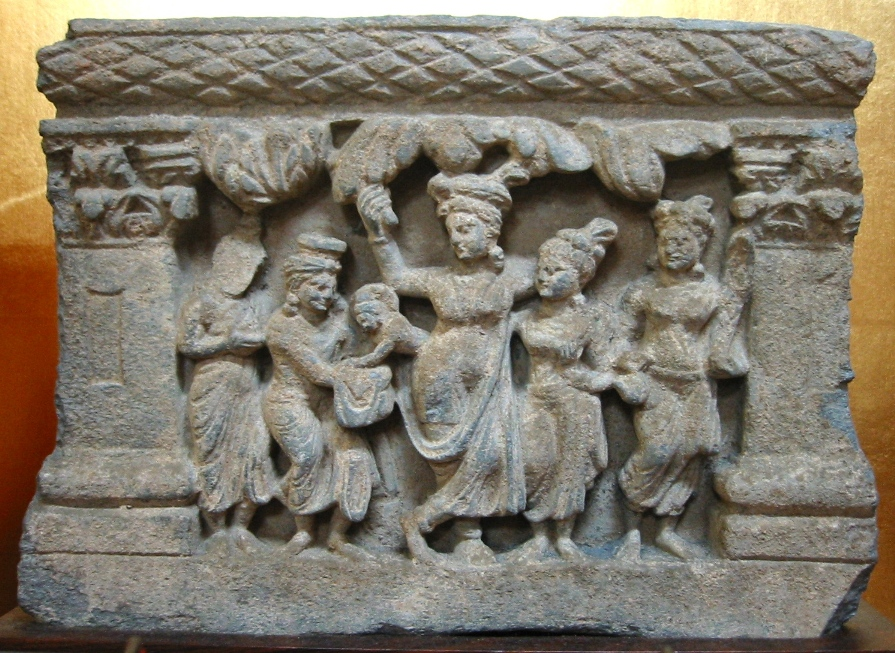
싯다르타의 탄생 (2–3세기)
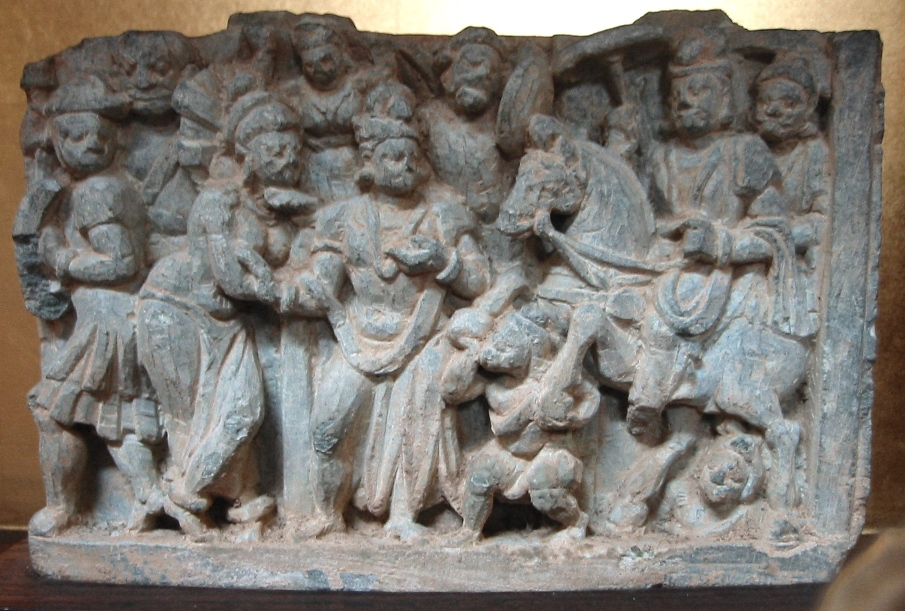
궁전에서의 위대한 떠남 (2–3세기)
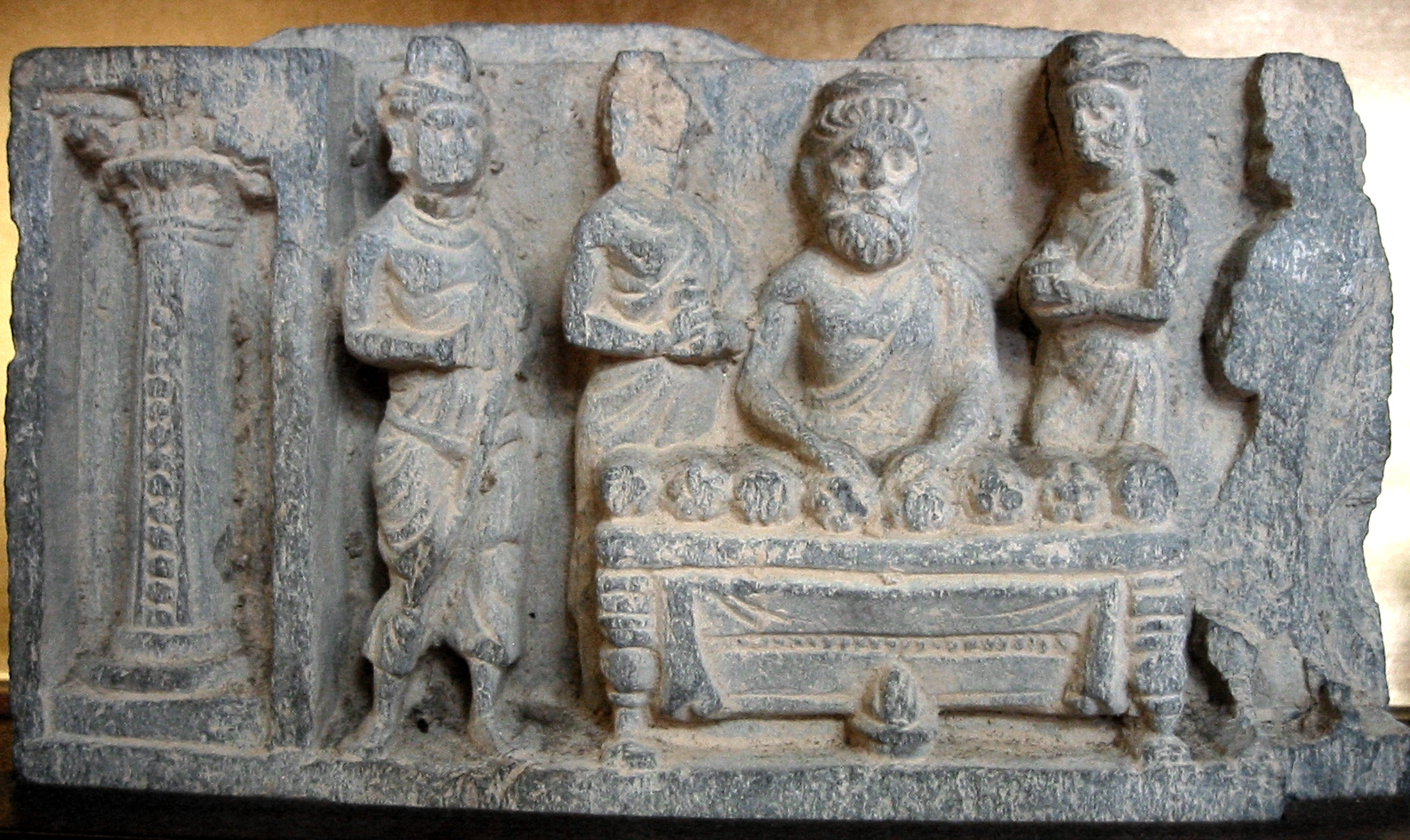
고행의 끝 (2–3세기)
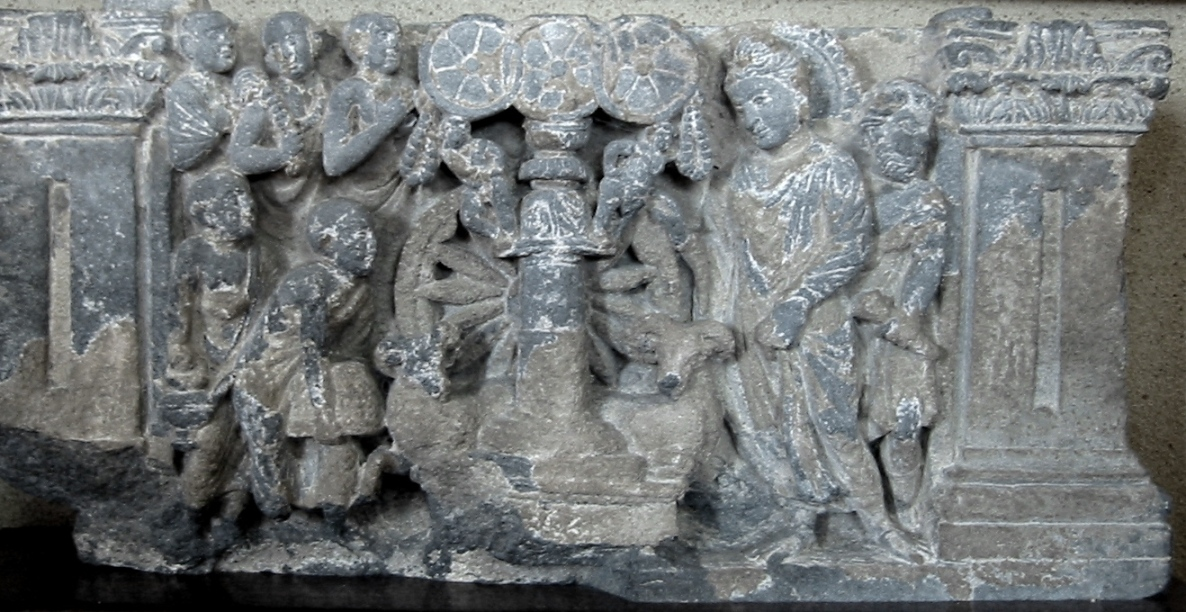
사르나트 사슴 공원에서 설법하는 붓다 (2–3세기)
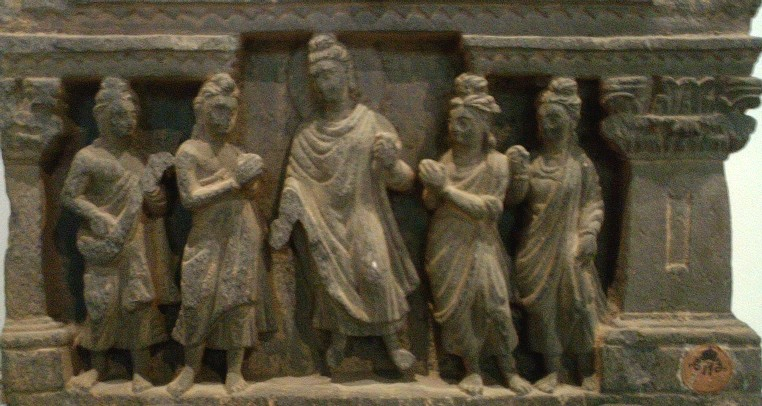
붓다 생애의 장면 (2–3세기)
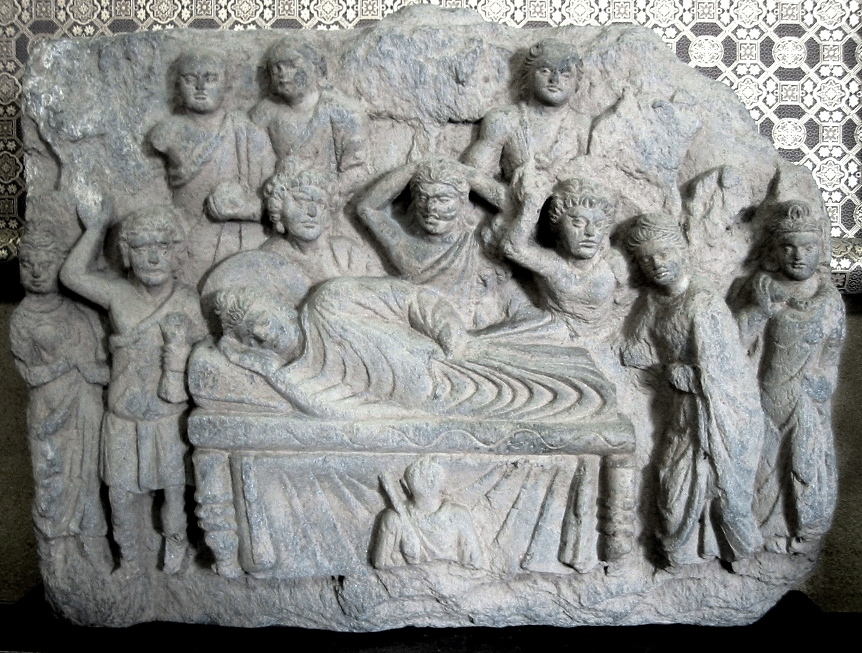
붓다의 죽음, 또는 파리니르바나 (2–3세기)
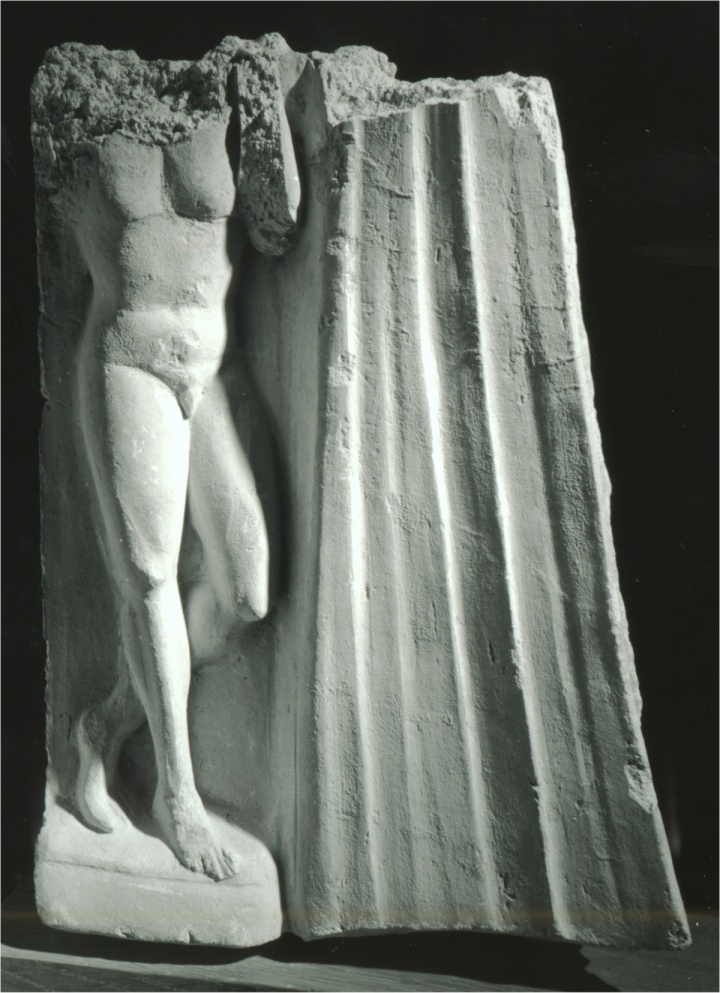
하닷의 조각 (3세기)
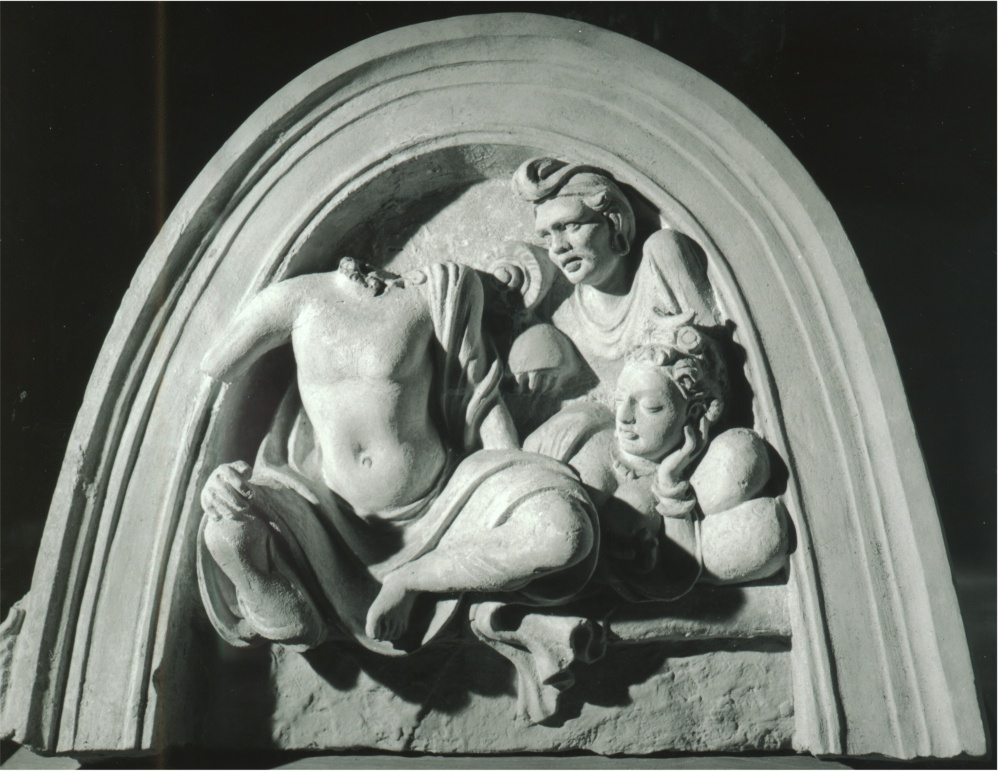
보살과 찬데카, 하닷 (5세기)
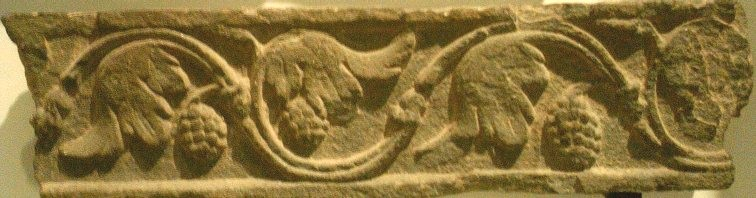
하닷의 헬레니즘 장식 스크롤
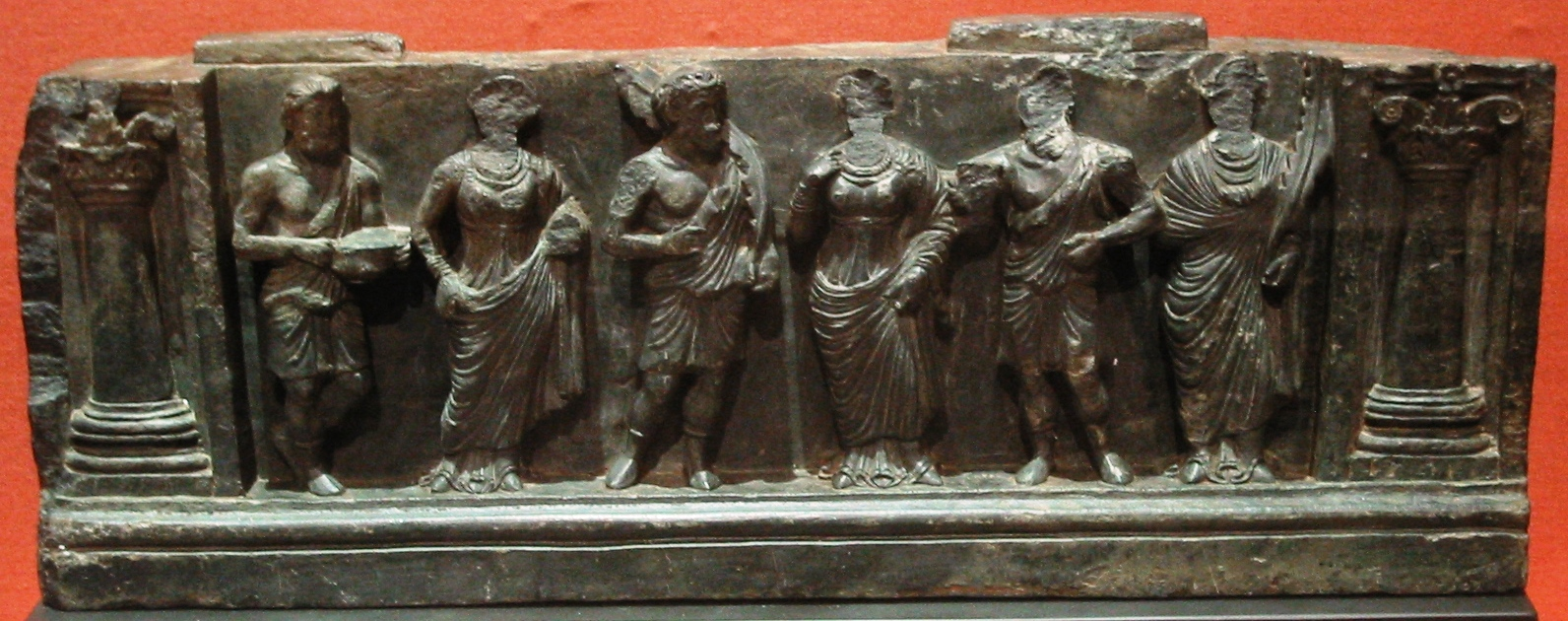
헬레니즘 장면, 간다라 (1세기)
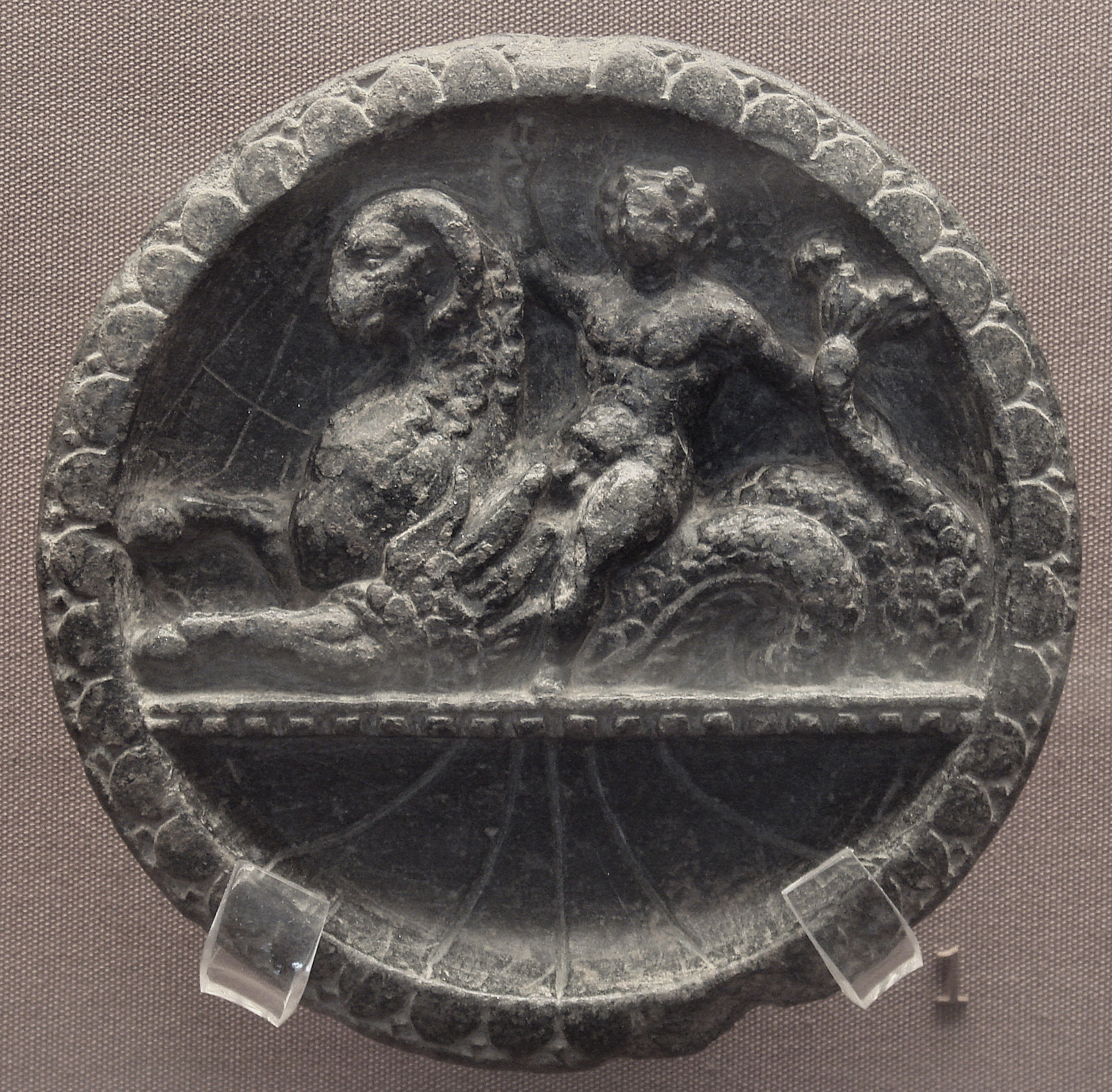
석판 (1세기)
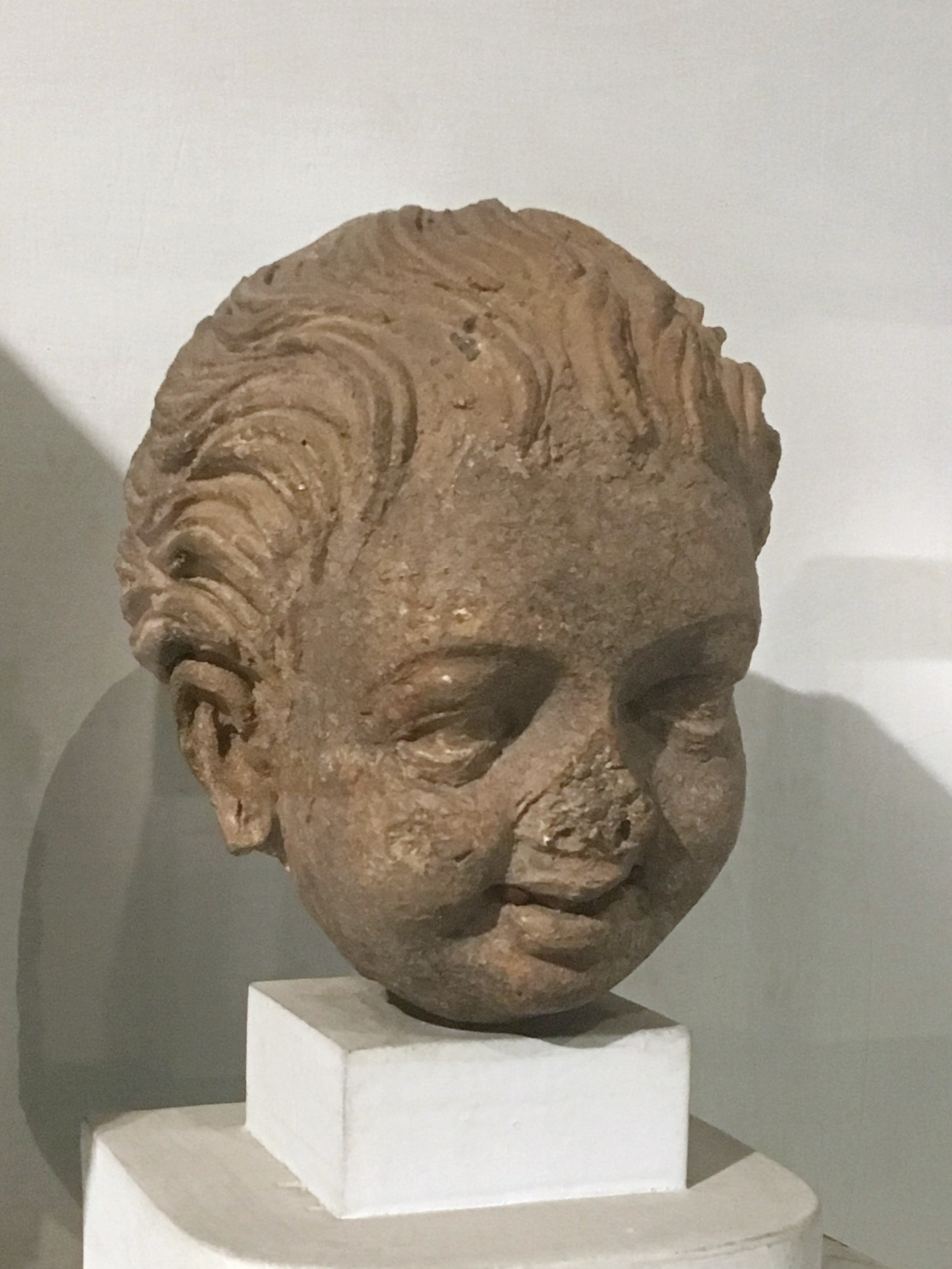
하닷의 "웃는 소년"
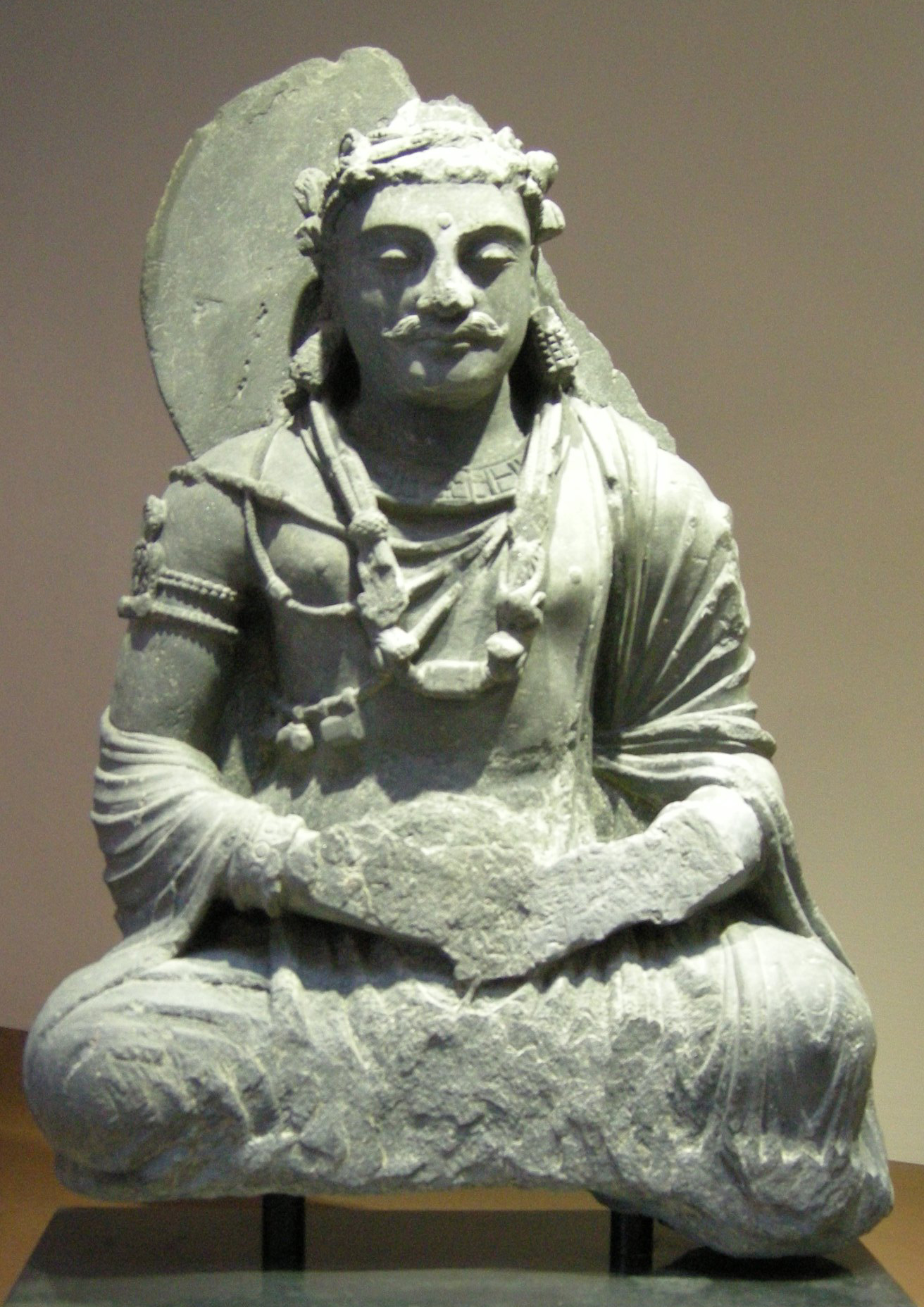
명상에 앉은 보살
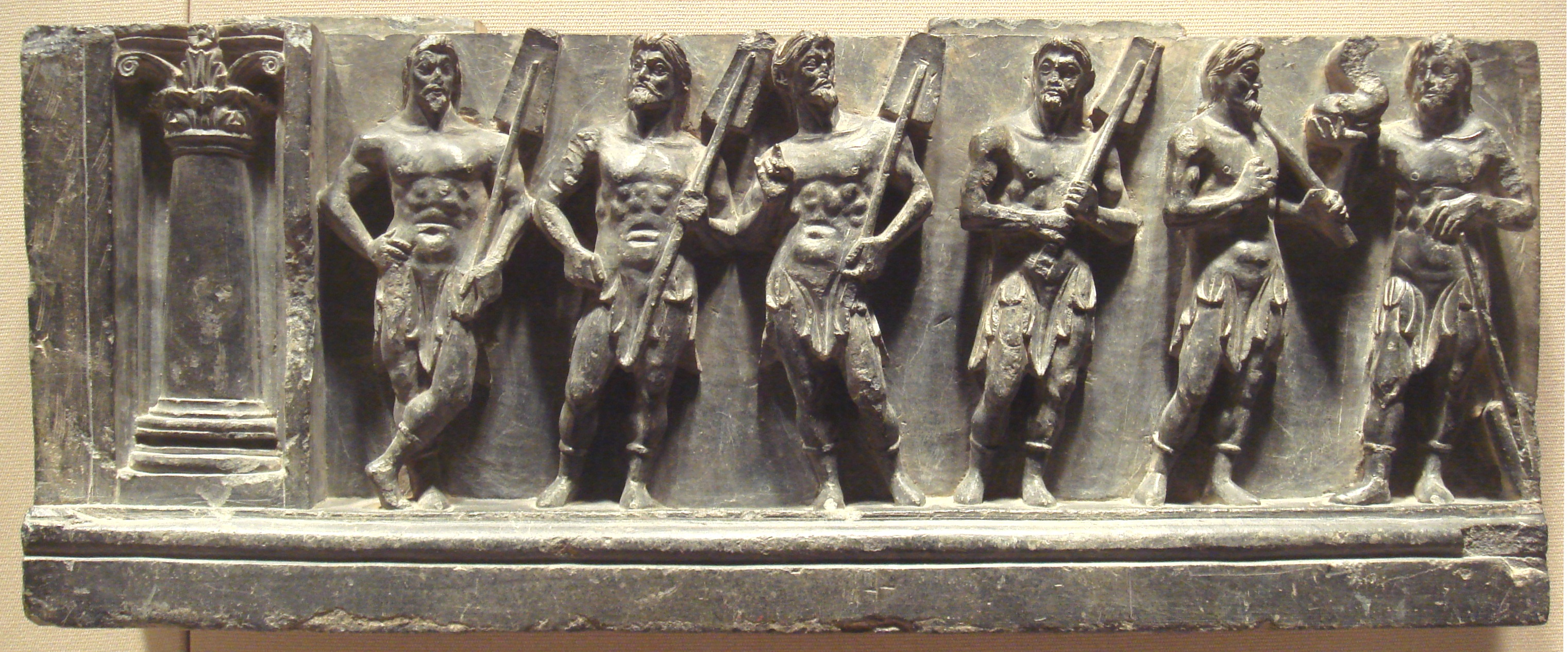
해양 신들, 간다라
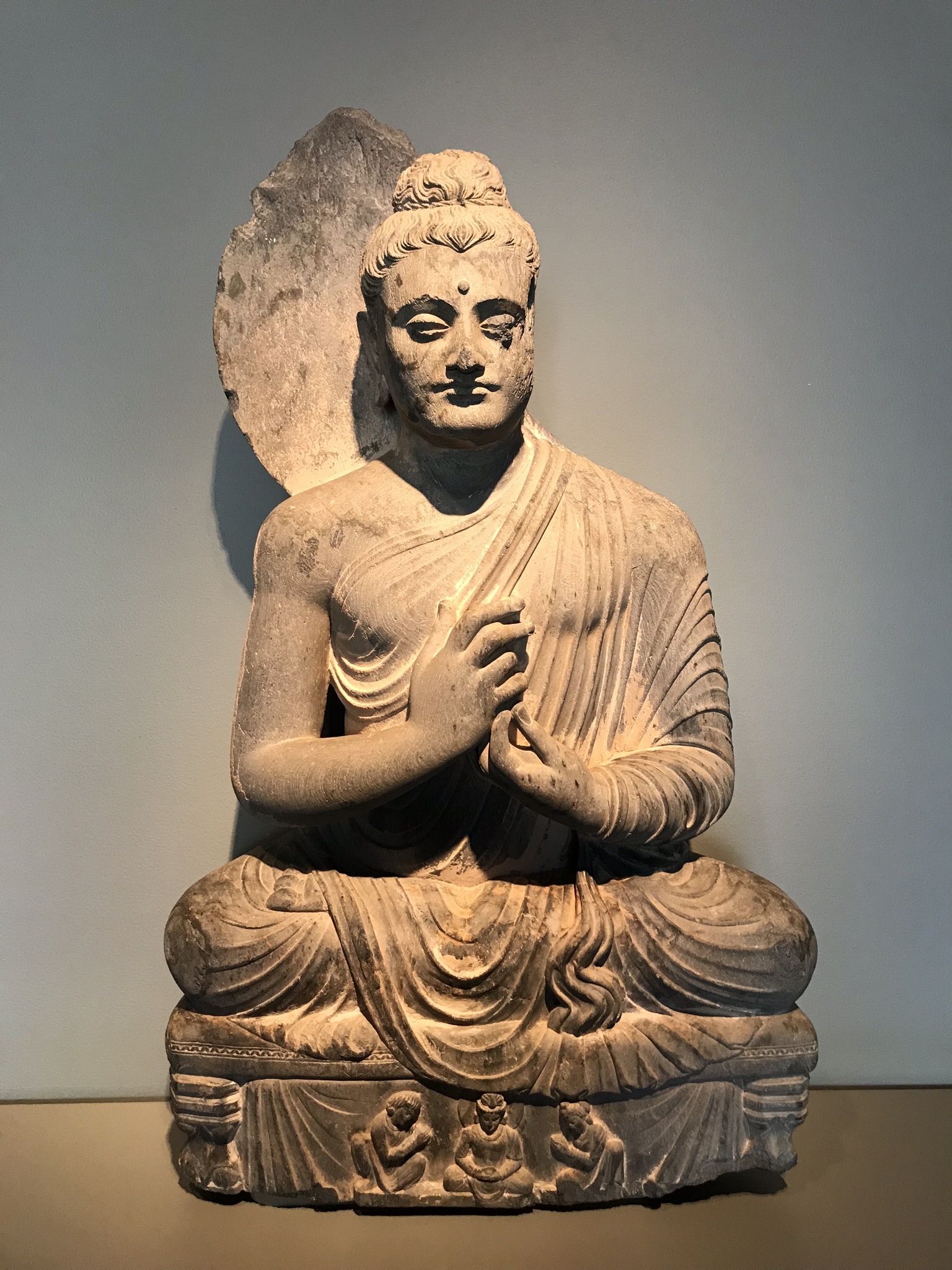
서기 300년부터 500년까지 제작된 앉아 있는 불상은 자말 가르히 근처에서 발견되었으며, 현재 샌프란시스코의 아시아 미술관에 전시되어 있다.
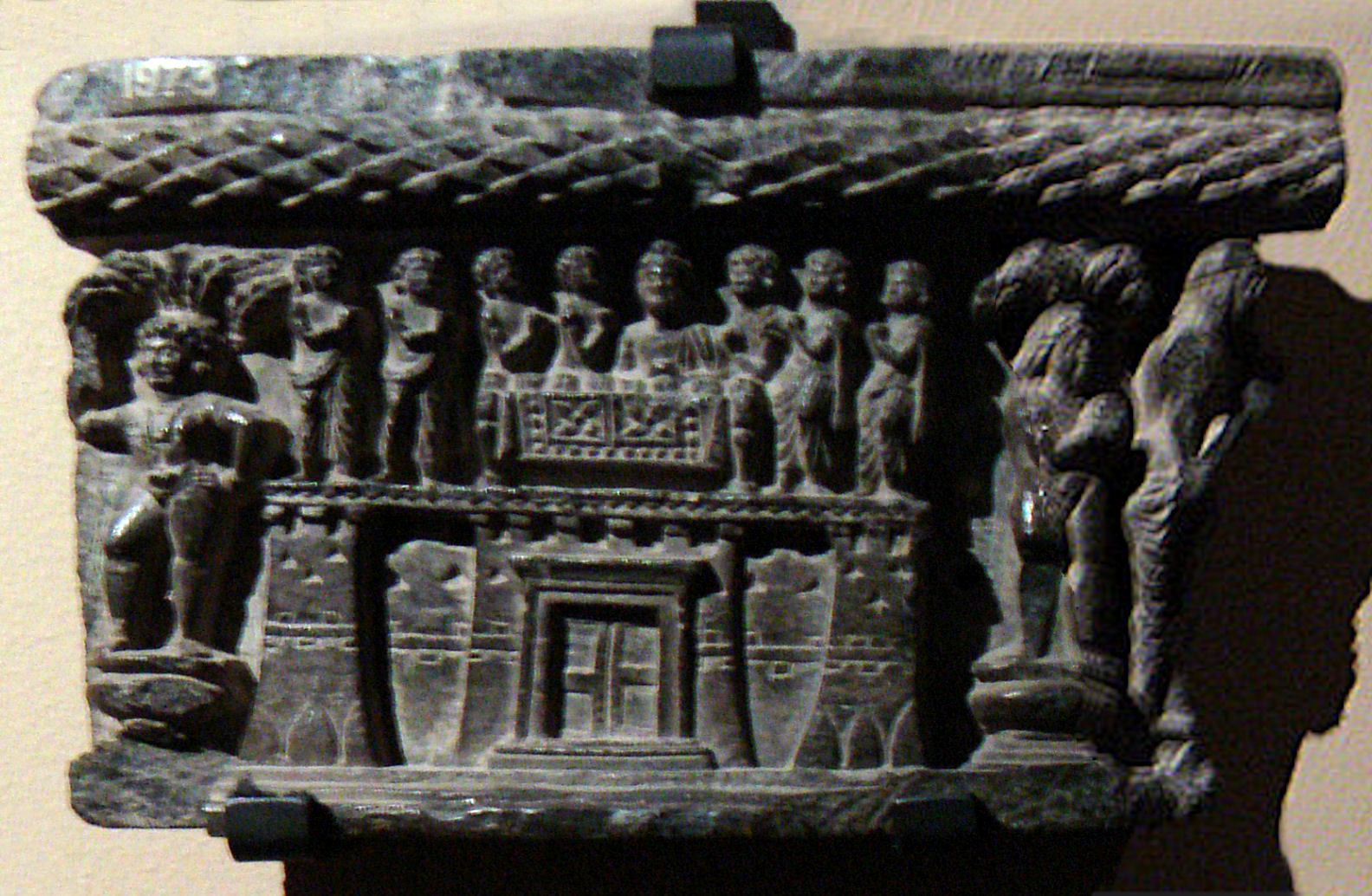
석가모니 유물 분배, 간다라 요새 도시 위

## 주요 도시
고대 간다라의 주요 도시는 다음과 같다.
- 푸슈칼라바티 (차르사다), 파키스탄
- 탁실라 (탁실라), 파키스탄
- 푸루샤푸라 (페샤와르), 파키스탄
- 사갈라 (시아르코트), 파키스탄
- 오디야나 (스와트), 파키스탄
- 계빈, 파키스탄은 중국 문헌에 등장한다
- 추크사 (차치), 파키스탄
- 아토크 쿠르드 (아토크), 파키스탄
- 훈드 (스와비), 파키스탄
- 바자우르, 아프라차의 수도, 파키스탄
- 아오르노스, 하자라, 파키스탄 어딘가

## 같이 보기
- 파키스탄의 역사
- 펀자브의 역사
- 아프라차라자
- 아프가니스탄의 역사

## 참고 자료
- Beal, Samuel. 1884. Si-Yu-Ki: Buddhist Records of the Western World, by Hiuen Tsiang. 2 vols. Trans. by Samuel Beal. London. Reprint: Delhi. Oriental Books Reprint Corporation. 1969.
- Beal, Samuel. 1911. The Life of Hiuen-Tsiang by the Shaman Hwui Li, with an Introduction containing an account of the Works of I-Tsing. Trans. by Samuel Beal. London. 1911. Reprint: Munshiram Manoharlal, New Delhi. 1973.
- Bellew, H.W. Kashmir and Kashgar. London, 1875. Reprint: Sang-e-Meel Publications 1999 ISBN 969-35-0738-X
- Caroe, Sir Olaf,  The Pathans, Oxford University Press, Karachi, 1958.
- Eggermont, Pierre Herman Leonard (1975), 《Alexander's Campaigns in Sind and Baluchistan and the Siege of the Brahmin Town of Harmatelia》, Peeters Publishers, ISBN 978-90-6186-037-2
- Herodotus (1920). 《Histories》 (그리스어, 영어). With an English translation by A. D. Godley. Cambridge: Harvard University Press.
- Hill, John E. 2003. "Annotated Translation of the Chapter on the Western Regions according to the Hou Hanshu". 2nd Edition: Through the Jade Gate to Rome: A Study of the Silk Routes, 1st to 2nd centuries CE. 2015. John E. Hill. Volume I, ISBN 978-1500696702; Volume II, ISBN 978-1503384620. CreateSpace, North Charleston, S.C.
- Hussain, J.  An Illustrated History of Pakistan, Oxford University Press, Karachi, 1983.
- “Imperial Gazetteer2 of India, Volume 19– Imperial Gazetteer of India”. Digital South Asia Library. 2015년 4월 22일에 확인함.
- Legge, James. Trans. and ed. 1886. A Record of Buddhistic Kingdoms: being an account by the Chinese monk Fâ-hsien of his travels in India and Ceylon (A.D. 399–414) in search of the Buddhist Books of Discipline. Reprint: Dover Publications, New York. 1965.
- Neelis, Jason (2010), 《Early Buddhist Transmission and Trade Networks: Mobility and Exchange Within and Beyond the Northwestern Borderlands of South Asia》, BRILL, ISBN 978-90-04-18159-5
- Raychaudhuri, Hemchandra (1953). 《Political History of Ancient India: From the Accession of Parikshit to the Extinction of Gupta Dynasty》. 캘커타 대학교.
- Rehman, Abdur (January 1976). 《The Last Two Dynasties of the Sahis: An analysis of their history, archaeology, coinage and palaeography》 (학위논문) (영어). Australian National University.
- Shaw, Isobel. Pakistan Handbook, The Guidebook Co., Hong Kong, 1989
- Watters, Thomas. 1904–5. On Yuan Chwang's Travels in India (A.D. 629–645). Reprint: Mushiram Manoharlal Publishers, New Delhi. 1973.
- Wynbrandt, James (2009). 《A Brief History of Pakistan》. New York: Infobase Publishing.